# Krankenhausfinanzierung
Als Krankenhausfinanzierung wird die Bereitstellung von Geldmitteln für das Einrichten und den Betrieb von Krankenhäusern bezeichnet. Die Leistungen für Patienten werden in Deutschland nach den Regeln des Sozialgesetzbuchs abgerechnet. Dabei gelten für die Investitionen zusätzlich besondere gesetzliche Regeln nach dem Krankenhausfinanzierungsgesetz und entsprechender Landesgesetze.

## Hintergrund

### Krankenhaus
Nach § 107 (1) SGB V sind Krankenhäuser Einrichtungen, die
1. der Krankenhausbehandlung oder Geburtshilfe dienen,
2. fachlich-medizinisch unter ständiger ärztlicher Leitung stehen, über ausreichende, ihrem Versorgungsauftrag entsprechende diagnostische und therapeutische Möglichkeiten verfügen und nach wissenschaftlich anerkannten Methoden arbeiten,
3. mit Hilfe von jederzeit verfügbarem ärztlichem, Pflege-, Funktions- und medizinisch-technischem Personal darauf eingerichtet sind, vorwiegend durch ärztliche und pflegerische Hilfeleistung Krankheiten der Patienten zu erkennen, zu heilen, ihre Verschlimmerung zu verhüten, Krankheitsbeschwerden zu lindern oder Geburtshilfe zu leisten, und in denen
4. die Patienten untergebracht und verpflegt werden können.

Gemäß dem § 108 (1) SGB V gehören dazu auch die Universitätskliniken.
Krankenhäuser in Deutschland sind entgegen der anglizistischen Diktion im Marketing keine Produktionseinrichtungen, sondern Dienstleistungseinrichtungen nach bestehendem Vertragsrecht.

### Krankenhausträger und Krankenhausträgerstruktur
Die Eigentümer von Krankenhäusern werden auch als Krankenhausträger bezeichnet. Der gemeinnütziger Interessen- und Dachverband der Krankenhausträger in Deutschland ist die Deutsche Krankenhausgesellschaft e. V. (DKG).
Es werden in Deutschland nach strukturellen Gesichtspunkten drei Krankenhausträgerformen bzw. Krankenhausträgerarten unterschieden:
- Öffentliche Krankenhausträger: Hierzu gehören insbesondere
  - die kommunalen Krankenhausbetriebe sowie
  - die Kliniken die im Eigentium der Bundesländer sind: Hierzu zählt insbesondere die große Mehrheit der deutschen Universitätsklinika.
- Freigemeinnützige einschließlich karitativer Krankenhausträger: Hierzu gehören u. a.
  - Krankenhausbetriebe mit kirchlicher Trägerschaft wie u. a. das Diakonische Werk, der Malteser Hilfsdienst und die Johanniter sowie
  - die Krankenhausbetriebe unter Trägerschaft gemeinwohlorientierter Verbände wie u. a. dem DRK und der AWO.
- Privatwirtschaftliche Krankenhausträger, d. h. Krankenhausträger mit Gewinnerzielungsabsicht. Somit private Klinikbetreiber und darunter auch größere Klinikgruppen von Privatkliniken. In diesen Kontext aber zumeist ohne reine Privatpatientenkliniken, also den Privatkliniken, die nicht durch die Krankenhausplanung der Bundesländer erfasst und entsprechend nicht dafür zugelassen sind.

Kommunale bzw. kirchliche Kliniken werden dabei in einigen Fällen in Deutschland dann aber auch von privaten Klinikgesellschaften betrieben. Insbesondere finanziell angeschlagenen Kliniken aus öffentlicher oder freigemeinnütziger Trägerschaft schließen dafür einen entsprechenden und i. d. R. zumeist auf einige Jahre befristeten Managementvertrag mit der jeweiligen privaten Klinikgesellschaft ab.
Während von 1991 bis 2023 in Deutschland der Anteil öffentlicher Krankenhäuser abgenommen hat, hat sich der Anteil der Häuser mit privater Trägerschaft ausgeweitet. Somit ist eine gewisse Tendenz zur Privatisierung von Krankenhäusern festzustellen, die durch die finanziellen Herausforderungen der deutschen Krankenhausfinanzierungsgegebenheiten insbesondere seit Anfang der 2000er Jahre angetrieben wird.
| Überschrift        | öffentliche | frei- gemeinnützige | privat- wirtschaftliche | Gesamt  |
| ------------------ | ----------- | ------------------- | ----------------------- | ------- |
| Krankenhäuser 2023 | 534         | 590                 | 750                     | 1.874   |
| Krankenhäuser 2012 | 601         | 719                 | 697                     | 2.017   |
| Krankenhäuser 2010 | 630         | 755                 | 679                     | 2.064   |
| Krankenhäuser 1991 | 1.109       | 944                 | 358                     | 2.411   |
| Krankenhäuser 1966 | 1.366       | 1.291               | 978                     | 3.635   |
| Betten 2023        | 223.709     | 154.780             | 98.435                  | 476.924 |
| Betten 2012        | 240.275     | 171.170             | 90.044                  | 501.489 |
| Betten 2010        | 244.254     | 173.457             | 85.038                  | 502.749 |
| Betten 1991        | 297.731     | 200.859             | 48.710                  | 547.300 |
| Betten 1966        | 352.603     | 233.651             | 54.118                  | 640.372 |

In dieser Liste enthalten sind all die Krankenhäuser, die durch die Krankenhausplanung der Bundesländer erfasst und entsprechend zugelassen sind.

### Früherer Begriff der Krankenanstalten
Nach der Verordnung PR 7/54 über Pflegesätze von Krankenanstalten vom 31. August 1954 § 1 Abs. 1 Nr. 1 und 2 fallen unter den Begriff der Krankenanstalten: a) Anstalten, in denen Kranke untergebracht und verpflegt werden und in denen durch (ständige) ärztliche Hilfeleistung erstrebt wird, Krankheiten, Leiden oder Körperschäden festzustellen, zu heilen oder zu lindern und b) Entbindungsanstalten.

### Allgemeine Entwicklung
Siehe auch: Geschichte des Krankenhauses
Im 18. Jahrhundert kamen die ersten modernen Krankenhäuser auf. So wurde im Jahre 1710 die Charité als Pestkrankenhaus gegründet, jedoch erst 1727 zum „Lazareth und Hospital“ für das 1724 gegründete, staatliche Collegium medico-chirurgicum. 1717 wurde durch J. Juncker in Halle an der Saale das Krankenhaus der Franckesche Stiftungen für den klinischen Unterricht (Collegium clinicum Halense) genutzt.
Mit der Eröffnung des Allgemeinen Krankenhauses in Wien mit rund 2000 Betten setzte 1784 Kaiser Joseph II. Maßstäbe bei Großkrankenhäusern in Mitteleuropa. Ab 1836 arbeiteten, nach der Idee des evangelischen Theologen Theodor Fliedner, zivil gekleidete Diakonissen, die eine Krankenpflegeschule mit moderner Unterrichtsform besuchten, in Krankenhäusern. Neben wissenschaftlich-medizinischen Umwälzungen brachten auch Erfahrungen in Kriegen besondere Neuerungen in pflegerischen Bereichen der Krankenhäuser. Eine große Anzahl von Krankenhäusern entstanden im 19. Jahrhundert, die ausschließlich als soziale Einrichtung gesehen wurden, um der Bevölkerung die durch Krankheit entstandenen Leiden durch die Pflege und Betreuung zu lindern. Die Anzahl der Ärzte war noch begrenzt und stieg mit dem medizinischen Fortschritt und neuen Techniken.
Die Krankenhausversorgung übernahmen in Deutschland überwiegend Kirchen und karitative Einrichtungen als Träger und stellten damit systematisch die Versorgung sicher. Beispielsweise das 1841 in Betrieb genommene Friederikenstift in Hannover oder das 1844 eröffnete Elisabeth-Krankenhaus Essen. Erst später übernahmen auch Städte und Gemeinden als kommunale Träger die Krankenhausversorgung. Beispiele: Klinikum Ernst von Bergmann Potsdam, Städtisches Klinikum Lüneburg.
Für beide Trägerformen, heute als freigemeinnützig und als öffentlich klassifiziert, galt die Gewinnerzielungsabsicht nicht als besonderes Merkmal für den Betrieb eines Krankenhauses. Oberste Priorität hatte die Erfüllung der sozialen Aufgabe. Im Zuge der Anforderungen der modernen Leistungsgesellschaft stieg auch die Erwartung der Patienten an qualitativ hochwertige Leistungen des Krankenhauspersonals (Ärzte, Pflege, Behandlungsmöglichkeiten), der Versorgung und Ausstattung (Medizinische Geräte, Arzneimittel, Implantate, Zimmerausstattung, Essenversorgung). Schwankenden Patientenzahlen und Krankheitsverläufen stehen weitgehend steigende Personal- und Betriebskosten gegenüber.
In den letzten Jahren sank dabei der Anteil der kommunalen Krankenhausbetriebe. Ein Teil der mehrheitlich durch Städte und Gemeinden geführten Einrichtungen konnte eine teilweise Ausgleichsfinanzierung der Kosten über den Haushalt nicht mehr finanzieren. Mehrere private Klinikbetreiber, darunter auch größerer Klinikgruppen, übernahmen einen Teil der Krankenhäuser; wiederum mussten andere zahlreiche Standorte geschlossen werden. So sank die Anzahl der Krankenhäuser in Deutschland von 2.411 Einrichtungen im Jahr 1991 auf 2.045 Krankenhäuser im Jahr 2011 bzw. auf 1.874 im Jahr 2023. Parallel hierzu stieg die Zahl der Fälle von 14,5 Mio. auf 18,3 Mio. (bzw. 17,2 Mio.) und eine Verkürzung der durchschnittlichen Verweildauer eines Patienten von 14 Tagen im Jahr 1991 auf 7,7 Tage im Jahr 2011 bzw. auf 7,2 Tage im Jahr 2023.
Dabei verlagerte sich bei der Patientenversorgung in Deutschland insbesondere seit Beginn der 2000er Jahre ein Teil der medizinischen und operativen Leistungen der Krankenhäuser in den durch die Kassenärztliche Vereinigungen verwalteten Versorgungsbereich, insbesondere durch einige fortgeschrittene medizinische Behandlungsverfahren, die keiner stationären Aufnahme in ein Krankenhaus mehr bedürfen. Gleichzeitig gab es seit dieser Zeit mehrere Vorstöße des Gesetzgebers, den Krankenhäusern die vergütete Erbringung von ambulanten Leistungen zu ermöglichen, woraus die Regelungen des Gemeinsamen Bundesausschuss (G-BA) zur ambulanten Behandlung im Krankenhaus resultieren. Somit gibt es ein gewisses Bemühen seitens des Gesetzgebers, die traditionell in Deutschland, anders als z. B. in den Niederlanden, starke Trennung zwischen stationärem und ambulantem Krankenversorgungssektor abzuschmelzen.
Vorrangiges Ziel der heutigen Krankenhausbetriebe ist eine kostendeckende Leistungserbringung, in vielen Krankenhäusern spielt aber auch die Gewinnerzielungsabsicht eine große Rolle. Seit 1972 erfolgt die Krankenhausfinanzierung in Deutschland für die Mehrheit der Einrichtungen nach dem Krankenhausfinanzierungsgesetz (KHG) sowie dem Prinzip der Dualen Finanzierung, d. h. der getrennten Finanzierung der Krankenhausbetriebskosten und der Krankenhausinvestitionskosten. Krankenhäuser, die nicht im Krankenhausplan eines Bundeslandes verzeichnet sind, z. B. Vertragskrankenhäuser gem. § 108 Nr. 3 SGB V, werden nur über die Pflegesätze nach der Bundespflegesatzverordnung (BPflV) finanziert, was eine monistische Krankenhausfinanzierung bedeutet.
Mit Stand 2024 richtet sich in Deutschland die Bezahlung bzw. Vergütung der vollstationären sowie teilstationären Krankenhausfälle für zugelassene somatische Krankenhäuser bzw. somatische Klinik-Fachbereiche nach den Vorgaben des aG-DRG-Systems 2024 und die Vergütung der vollstationären sowie teilstationären Krankenhausfälle für die psychiatrischen sowie der psychosomatischen Krankenhäuser bzw. derartiger Klinik-Fachbereiche nach den Vorgaben des PEPP-Entgeltsystems 2024. Zur Veranschaulichung der Komplexität der vielfältigen Abrechnungmodalitäten dieser voll- und teilstationären Krankenhausfälle sei hier beispielhaft verwiesen auf die im Internet verfügbaren 2024er Behandlungskostentarife des UK Aachen und des UK Bonn.
Siehe auch: Pauschalierendes Entgeltsystem nach diagnosebezogene Fallgruppen in der Somatik (G-DRG) sowie Pauschalierendes Entgeltsystem Psychiatrie und Psychosomatik (PEPP)

### Krankenversicherung
Mit dem Beginn der finanziellen Absicherung der Arbeiter durch die Hochindustrialisierung mit der Einführung der Sozialversicherungsgesetzgebung im Deutschen Kaiserreich, besonders das Krankenversicherungsgesetz von 1883 zur Einführung der Gesetzlichen Krankenversicherung (GKV) – zunächst für Arbeiter – und des Unfallversicherungsgesetzes von 1884, begann auch die staatliche Steuerung und Entwicklung des Krankenhauswesens. Für die Versicherten wurden als Leistungen unter anderem ärztliche Behandlungen, Arzneimittel und Hilfsmittel und Krankenhausbehandlungen gewährt. Die Beiträge trugen anfangs der Arbeitgeber zu 1/3 und Arbeitnehmer zu 2/3. Für beide Zahlungen wurde eine Beitragsbemessungsgrenze festgelegt.
Zur Sicherung des Beitragsaufkommens besteht heute überwiegend Versicherungspflicht für Personen und Organisationen. Der Leistungsbedarf eines Jahres wird nahezu vollständig aus dem Beitragsaufkommen des gleichen Jahres bestritten, d. h. angesammeltes Kapital dient im Wesentlichen nur als kurzzeitige Schwankungsreserve (Nachhaltigkeitsrücklage, Generationenvertrag). Die Leistungen werden vorwiegend als für alle Versicherten gleiche Sachleistungen (Solidaritätsprinzip) oder als beitragsabhängige Geldleistungen (zum Beispiel Renten, Krankengeld) erbracht. Sie wird zum überwiegenden Teil aus Beiträgen finanziert, in einigen Zweigen auch aus Steuermitteln. Die Beiträge orientieren sich bis zur Höhe der Beitragsbemessungsgrenze an den Bruttolöhnen und -gehältern und werden (mit Ausnahmen) „paritätisch“, also jeweils zur Hälfte von Arbeitgebern (als Lohnnebenkosten) und Arbeitnehmern getragen.
Dieses Versicherungssystem geht auf Otto von Bismarck zurück. Die Krankenhäuser unterliegen als Bestandteil des deutschen Gesundheitswesens den ordnungspolitischen Vorgaben des Fünften Buches Sozialgesetzbuch (SGB V) zur Gesetzlichen Krankenversicherung (GKV):
1. Solidaritätsprinzip der gesetzlichen Krankenversicherung (§ 1 SGB V),
2. Beitragsfinanzierung durch Arbeitgeber und Mitglieder der Krankenversicherungen (§ 3 SGB V),
3. Postulat der Beitragssatzstabilität (§ 71 SGB V).

Siehe auch: Geschichte der Sozialversicherung in Deutschland
Nach § 70 SGB V muss die Krankenhausbehandlung „eine bedarfsgerechte und gleichmäßige, dem allgemein anerkannten Stand der medizinischen Erkenntnisse entsprechende Versorgung der Versicherten gewährleisten. Die Versorgung der Versicherten muss ausreichend und zweckmäßig sein, darf das Maß des Notwendigen nicht überschreiten und muss in der fachlich gebotenen Qualität sowie wirtschaftlich erbracht werden“. Bei den Krankenhausleistungen lassen sich folgende Bereiche unterscheiden:
1. Voll- und teilstationär
2. Vor- und nachstationär
3. Ambulant
4. Kombinationsformen der Behandlungsarten stationär und ambulant

Gemäß § 39 SGB V gilt dabei: "Versicherte haben Anspruch auf vollstationäre, stationsäquivalente oder tagesstationäre Behandlung durch ein nach § 108 zugelassenes Krankenhaus, wenn die Aufnahme oder die Behandlung im häuslichen Umfeld nach Prüfung durch das Krankenhaus erforderlich ist, weil das Behandlungsziel nicht durch teilstationäre, vor- und nachstationäre oder ambulante Behandlung einschließlich häuslicher Krankenpflege erreicht werden kann" was oft mit der Kurzformel "ambulant vor stationär" zusammengefasst wird.

## Überblick der Formen der Krankenhausfinanzierung
Die Krankenhausfinanzierung liefert das Investitionskapital und das Betriebskapital. Grundsätzlich gibt es in der Krankenhausfinanzierung folgende Finanzierungsformen:
1. Freie Krankenhausfinanzierung (in Deutschland bis 1936)
2. Monistische Krankenhausfinanzierung durch einen einzigen Finanzierungsstrom: Monistik (in Deutschland von 1936 bis 1972)[14]
3. Duale Krankenhausfinanzierung durch zwei Finanzierungsströme (in Deutschland formal 1973 bis heute)[15]
4. Triale Krankenhausfinanzierung durch drei Finanzierungsströme (z. B. durch Land, Krankenkassen und Träger)

## Geschichte der Krankenhausfinanzierung

### 1945 bis 1953
In der Bundesrepublik Deutschland wurde die 1936 eingeführte monistische Krankenhausfinanzierung beibehalten. Infolge des Zweiten Weltkriegs war bis zu ein Drittel die Infrastruktur des Krankenhauswesens, besonders in den Großstädten, zerstört worden. Zusätzlich zu den Planbetten mussten zahlreiche „Notbetten“ aufgestellt werden. Zudem mangelte es an Einrichtungen und modernen medizinischen Geräten und an Verbrauchsartikeln. Die Träger mussten vielfach mit eigenem Vermögen die Investitionen stemmen. Durch das Preisgesetz von April 1948 über Preisbildung und Preisüberwachung mussten Aufträge der öffentlichen Hand sich an den Leitsätzen für die Preisermittlung auf Grund von Selbstkosten orientieren. Grundsätzlich waren Marktpreise zu vereinbaren. War dies nicht möglich, beispielsweise wegen fehlender Anbieter, war in Ausnahmen ein Selbstkostenerstattungspreis zulässig. Krankenhausträger und auch Städte und Gemeinden forderten von der Politik eine Änderung der Krankenhauspolitik und die Übernahme der laufenden Betriebskosten sowie der Investitionskosten durch eine Anpassung der Pflegesätze. Der Bund und die Krankenkassen lehnten dies mit der Begründung ab, dass die ausreichende Vorhaltung an Krankenhauseinrichtungen Aufgabe des Staates und damit auch der Gemeinden und Länder sei. Die Inanspruchnehmer und die Kostenträger sollten wiederum die laufenden Betriebskosten finanzieren.

### 1954 bis 1971
Die Verordnung PR Nr. 7/54 über Pflegesätze von Krankenanstalten (Bundes-Pflegesatz-Verordnung) vom 31. August 1954 (Bundesanzeiger Nr. 173 vom 9. September 1954) und der dazu betreffende Runderlass beruhten auf dem Preisgesetz. Die Pflegesatzverordnung sah nur eine geringe Beteiligung der Krankenkassen an den Kosten der Krankenhäuser vor. So erhielten diese nur die Kosten zur Beseitigung von Kriegsschäden und für notwendige Modernisierungsmaßnahmen. Damit wollte der Gesetzgeber eine Belastung der Wirtschaft durch Erhöhungen der Krankenkassenbeiträge verhindern. Im Ergebnis wurden auch die Betriebszuschüsse der Gemeinden an die Krankenhäuser an den pflegesatzfähigen Selbstkosten angerechnet, mit der Folge, dass die Gemeinden weiterhin Zuschüsse zahlen mussten. Zudem erlaubte das Gesetz den Krankenkassen, im Rahmen der geltenden Bestimmungen eine Erhöhung der Pflegesätze abzulehnen, wenn die Krankenhäuser der Verpflichtung zur wirtschaftlichen Leistungsfähigkeit nicht nachkamen. Durch die Bundespflegesatzverordnung wurden demnach nicht einmal die Selbstkosten ersetzt, obwohl die öffentliche Hand den Bau von neuen Krankenhäusern förderte und den Trägern mit Betriebskostenzuschüssen unterstützte. Die Zahl der unterfinanzierten und defizitären Krankenhäuser stieg rasant an und in der öffentlichen und politischen Diskussion wurde die Situation zunehmend thematisiert. Die Krankenhäuser forderten vom Gesetzgeber die Unterstützung und eine Anpassung der Pflegesätze auf einem kostendeckendes Niveau.
Eine Untersuchung des Bundesministeriums für Wirtschaft unter Ludwig Erhard in Kooperation mit den Preisbildungsstellen der Länder auf Basis einer Fragebogenaktion in den Jahren 1957/58 ergab, dass im Jahre 1957 von den Selbstkosten im Sinne der VO PR 7/54 (eingeschränktes Selbstkostenprinzip) schätzungsweise Kosten in Höhe von rund 480 Millionen DM ungedeckt waren. Von diesem Betrag wurden die herkömmlich geleisteten Betriebszuschüsse in Höhe von rund 200 Millionen DM jährlich abgesetzt, so dass ein Defizit gegenüber den Selbstkosten von rund 280 Millionen DM verblieb.
Um die finanzielle Situation der Krankenhäuser zu stabilisieren, hatte die Bundesgesundheitsministerin Elisabeth Schwarzhaupt im Juli/August 1966 als dauerhafte Finanzierung zunächst die Errichtung einer dauerhaften Finanzierungsgesellschaft unter Beteiligung der Sozialversicherungsträger sowie gegebenenfalls des Bundes und der Länder favorisiert. Aufgrund der Mehrbelastungen der Gesetzlichen Krankenversicherung lehnte das Bundesministerium für Arbeit unter Hans Katzer eine Änderung der Pflegesatzverordnung des Bundes ab. In einer Besprechung der Staatssekretäre unter Vorsitz von Ludger Westrick, Bundesminister für besondere Aufgaben, wurde am 2. August 1966 vereinbart, die Pflegesatzverordnung nicht zu ändern und stattdessen den Krankenhäusern durch eine Verkürzung der Abschreibungsfristen von Gebäuden zusätzliche Mittel zur Verfügung zu stellen.
Vereinbart wurde außerdem eine bundesweite Untersuchung der finanziellen Lage der Krankenhäuser. Der Krankenhaus-Enquete-Bericht zur finanziellen Lagebeurteilung des deutschen Krankenhauswesens, der 1969 dem Deutschen Bundestag vorgelegt wurde, ergab eine überwiegend defizitäre Situation mit Verlusten von jährlich rund 800 bis 900 Millionen DM (409 bis 460 Millionen Euro). Dem Bericht zufolge ist „im Interesse einer langfristigen und dauerhaften Neuordnung anzustreben, dass öffentliche Finanzierungshilfen für den Bau von Krankenhäusern auch hinsichtlich der Höhe verbindlich festgelegt werden“. Die politischen Mehrheiten forderten fortan eine Unterstützung der Krankenhäuser und sahen die Vorhaltung dieser Gesundheitseinrichtungen als eine öffentliche Aufgabe. Die Krankenkassen und die Versicherten sollten die finanziellen Probleme der Krankenhäuser nicht allein durch Erhöhungen der Pflegesätze kompensieren.
Die verfassungsrechtlichen Kompetenzen des Bundes waren begrenzt und eine Zuständigkeit zur Finanzierung war nicht gegeben. Nach Artikel 74 Abs. 1 Nr. 11 GG konnten die Pflegesätze nur nach dem Preisrecht geregelt werden. Mit dem 22. Änderungsgesetz zum Grundgesetz vom 29. Mai 1969 (BGBl. I S. 363) wurden im Artikel 74 der Abs. 1 Nr. 19a aufgenommen, der dem Bund die Zuständigkeit der konkurrierenden Gesetzgebung über die wirtschaftliche Sicherung der Krankenhäuser und der Regelung der Pflegesätze übertrug.
In der Regierungserklärung des Bundeskanzlers Willy Brandt am 29. Oktober 1969 wurde bekanntgegeben, ein Gesetz zur wirtschaftlichen Sicherung eines bedarfsgerecht gegliederten Systems leistungsfähiger Krankenhäuser einzuführen. Zur Weiterentwicklung der Krankenversicherung soll eine Sachverständigenkommission beitragen zur gründlichen Bestandsaufnahme und Vorschläge für eine moderne Gesetzgebung erarbeiten.

### 1972 bis 1989
Mit dem Gesetz zur wirtschaftlichen Sicherung der Krankenhäuser und zur Regelung der Krankenhauspflegesätze (Krankenhausfinanzierungsgesetz) (KHG) vom 29. Juni 1972 sollte die wirtschaftliche Sicherung soweit unterstützt werden, dass eine leistungsfähige und bedarfsgerechte Krankenversorgung in der Bundesrepublik Deutschland erreicht wird. Um den Preis der Wirtschaftlichkeit nicht durch Erhöhungen von Sozialversicherungsbeiträgen und damit die Versicherten direkt zu belasten, wurde nach § 4 KHG die duale Finanzierung eingeführt. Mit der Einführung des KHG lag die Entscheidung der staatlichen Investitionskostenförderung bei den Ländern, die nur bedarfsgerechte Krankenhäuser und Investitionsvorhaben berücksichtigt, Auch die Krankenhausplanung wurde von den Ländern eingeführt.
Ziel der Krankenhausfinanzierung ist gemäß § 1 KHG vom Grundsatz her die wirtschaftliche Sicherung der Krankenhäuser zur bedarfsgerechten Versorgung der Bevölkerung, mit leistungsfähigen und eigenverantwortlich wirtschaftenden Krankenhäusern zu sozial tragbaren Pflegesätzen beizutragen (Selbstkostendeckungsprinzip). Dabei ist nach Maßgabe des Landesrechts insbesondere die wirtschaftliche Sicherung freigemeinnütziger und privater Krankenhäuser zu gewährleisten. Die Gewährung von Fördermitteln nach diesem Gesetz darf nicht mit Auflagen verbunden werden, durch die die Selbständigkeit und Unabhängigkeit von Krankenhäusern über die Erfordernisse der Krankenhausplanung und der wirtschaftlichen Betriebsführung hinaus beeinträchtigt werden. Charakteristisch für die duale Finanzierung ist die Trennung der Kosten in Investitionskosten, die durch die Bundesländer aufgebracht werden, und pflegesatzfähige Kosten, die von den Versicherten bzw. deren Krankenkassen zu tragen sind.
Bis 1974 basierten die Pflegesätze noch nach dem alten Preisrecht. Am 25. April 1973 wurde die erste Bundespflegesatzverordnung (BPflV) verabschiedet, die am 1. Januar 1974 in Kraft trat. Jedes Krankenhaus rechnete individuelle allgemeine Pflegesätzen ohne Unterscheidung nach Abteilungen ab. § 17 Abs. 1 der Bundespflegesatzverordnung sah ein Gewinn- oder Verlustausgleich für den abgelaufenen Pflegesatzzeitraum vor (Kostendeckungsprinzip) (Selbstkostendeckungsprinzip). In der Umsetzung gab es für das Krankenhaus aber keine Garantie, auch tatsächlich seine Selbstkosten vollends zurückzubekommen, da nur die notwendigen und wirtschaftlichen Kostenfaktoren berücksichtigt wurden. Die Krankenhauskosten stiegen infolge des stetig wachsenden medizinischen Fortschritts, durch einen Anstieg der Fallzahlen und der steigenden Preise auch nach Einführung des KHG und der BPflV weiterhin an. Die Ausgaben der Krankenkassen für die Krankenhauspflege stieg von 1970 von 7,5 Milliarden DM auf 17,5 Milliarden DM im Jahr 1975. Im Zuge der verschlechterten volkswirtschaftlichen Rahmenbedingungen und auch der Situation der Gesetzlichen Krankenversicherung begann der Gesetzgeber mit einer Kostendämpfungspolitik im Gesundheitswesen.
Mit dem Krankenhaus-Kostendämpfungsgesetz (KHKG) vom 22. Dezember 1981 (BGBl. I S. 1568) sollten die Instrumentarien zur Bedarfsplanung verbessert werden und eine Änderung in der Investitionsförderung. Die Krankenhäuser wurden in den Krankenhausplänen in vier Versorgungsstufen eingeteilt und die Höhe der pauschalen Fördermittel (fortan bis zur Höhe von 50.000 DM netto) bezog sich auch auf die Stufeneinteilung.
Die Länder forderten mehr Kompetenz und Gestaltungsmöglichkeiten. Mit dem von der Krankenhaus-Neuordnungsgesetz (KHNG) vom 20. Dezember 1984 (BGBl. I S. 1716) wurden die Bundesfinanzhilfen für den Investitionsbereich abgeschafft. Die Finanzierung ging in die alleinige Zuständigkeit der Länder über. Damit wurde die vom Bund festgelegten Pflegesätze nicht mehr staatlich fixiert, sondern der nunmehr prospektive Pflegesatz wurde individuell zwischen dem Krankenhaus und den Krankenkassen vereinbart. Zudem richtete sich die Finanzierung verstärkt an die im Voraus kalkulierten Kosten. Im Konfliktfall wurden die Pflegesätze von einer Schiedsstelle festgesetzt. Die endgültige Genehmigung oblag weiterhin den Ländern. Eingeführt wurde auch die Betonung des Grundsatzes der Trägervielfalt und den Rechtsanspruch der Krankenhäuser auf Förderung gemäß § 8 Abs. 1 KHG.
Am 21. August 1985 wurde eine neue Bundespflegesatzverordnung (BPflV) (BGBl. I S. 1666) erlassen, die am 1. Januar 1986 in Kraft trat. Am 23. Dezember 1985 erfolgte eine Neufassung des Krankenhausfinanzierungsgesetzes (KHG) (BGBl. 1986 I S. 33). Hier wurde erstmals ein flexibles Budget zur Fixkostenabsicherung eingeführt, mit tagesgleichen Pflegesätzen als Abschlagszahlungen und der Zulassung von Gewinnen und Verlusten. Eine Gewinnerzielungsabsicht, auch durch Rationalisierungsmaßnahmen wurde erlaubt. Bei Erlöseabweichungen gegenüber der Vorkalkulation konnte das Budget angepasst oder ein Erlösausgleich in einer Pflegesatzverhandlung beschlossen werden. Nach § 4 Abs. 1 der Bundespflegesatzverordnung von 1986 wurden die variablen Kosten mit 25 % und die Fixkosten mit 75 % angenommen.

### 1990 bis 2001
Mit dem Gesetz zur Sicherung und Strukturverbesserung der gesetzlichen Krankenversicherung (Gesundheitsstrukturgesetz) (GStrukG, GSG) vom 21. Dezember 1992 (BGBl. I S. 2266) gab es bei steigenden Kosten im Krankenhauswesen und erstmals nach der Wiedervereinigung Deutschlands eine umfassende Gesundheitsreform mit einschneidenden Änderungen zur Stabilisierung der Krankenkassenbeiträge. Die wichtigsten Änderungen waren die Budgetierung der Leistungsausgaben und Verwaltungskosten, Einführung eines Arznei- und Heilmittelbudgets, steigende Zuzahlungen der Versicherten, Steuerung der Arztzahlen durch Bedarfsplanung, Pflegepersonal-Regelung (PPR), Einführung der freien Krankenkassenwahl, ein Risikostrukturausgleich zwischen den einzelnen Krankenkassen, eine geplante Einführung einer Positivliste für Arzneimittel, Förderung von ambulanten Operationen (§ 115 b SGB V) und die Einführung eines neuen Entgeltsystems für Krankenhäuser. Mit dem GSG gab es von 1993 bis 1995 eine Deckelung des Krankenhausbudgets, dessen Erhöhung sich grundsätzlich nur noch nach der Grundlohnentwicklung orientierte. Die Budgeterhöhung durfte nicht höher steigen als die beitragspflichtigen Einnahmen der Versicherten der Krankenkassen.
Mit der dritten Neufassung der Bundespflegesatzverordnung (BPflV) vom 26. September 1994, die am 1. Januar 1995 in Kraft trat, richteten sich die Pflegesätze nicht mehr nach dem bis zum 31. Dezember 1992 geltenden Kostendeckungsprinzip, sondern es wurden Fallpauschalen und Sonderentgelte als neue Entgeltformen eingeführt. Fallpauschale für bestimmte Behandlungsfälle, Sonderentgelte für bestimmte Operationen. Sowie ein individuelles Krankenhausbudget, das mit Hilfe von Abteilungs- und Basisspflegesätzen (Entgelte für ärztliche und pflegerische Tätigkeiten) abgerechnet wurde. Durch das Stabilisierungsgesetz vom 29. April 1996 (BGBl. I S. 654) und weiteren Gesetzen wurde nochmals die Deckelung der Budgets fortgeführt.
Mit dem Gesetz zur Reform der gesetzlichen Krankenversicherung ab dem Jahr 2000 (GKV-Gesundheitsreformgesetz 2000) vom 22. Dezember 1999 (BGBl. I S. 2626) wurde die bestehende Deckelung des Krankenhausbudgets fortgesetzt und der Ausgleich der über der Veränderungsrate liegenden tariflichen Personalkostensteigerungen wurden weiter eingeschränkt. Ein pauschalierendes leistungsorientiertes Vergütungssystem für die Krankenhausbehandlung soll eingeführt werden. Ausgenommen von diesem Vergütungssystem waren bislang die Psychiatrie und Psychosomatik sowie einige wenige, sehr kleine und hochspezialisierte Krankenhausabteilungen (Kinderrheumatologie, Abteilung für Tropenerkrankungen).

### 2002 bis 2017
Durch das Fallpauschalengesetz (FPG) vom 23. April 2002 (BGBl. I S. 1412) und durch die Verordnung zum Fallpauschalensystem für Krankenhäuser (KFPV) vom September 2002 durch das Bundesministerium für Gesundheit wurden die diagnosebezogenen Fallpauschalen (DRG) eingeführt. Dies war ab 2003 freiwillig anwendbar und ab 2004 verpflichtend.
Mit der Einführung des DRG-Systems trat zum 1. Januar 2003 auch das Gesetz über die Entgelte für voll- und teilstationäre Krankenhausleistungen (Krankenhausentgeltgesetz, KHEntgG) vom 23. April 2002 in Kraft und nach § 17b KHG wurde ein durchgängiges, leistungsorientiertes und pauschalierendes Vergütungssystems nach dem „Top-down-Prinzip“ festgelegt. Die somatischen Krankenhausleistungen werden im Wesentlichen über fallpauschalierte Entgelte (DRGs) vergütet. Jeder DRG ist ein sogenanntes Kostengewicht zugeordnet. Sie bilden den durchschnittlichen Ressourcenaufwand auf Grund der Fallschwere ab. Weitere Erlöskomponenten (Zusatzentgelte, sonstige Entgelte, Zu- und Abschläge, tagesgleiche Entgelte oberhalb Grenzverweildauer) sind gesetzlich verankert. Darüber hinaus hat sich der Gesetzgeber für ein Festpreissystem entschieden, das am Ende des Übergangszeitraumes (budgetneutrale und Konvergenzphase) durch einen landesweit gültigen Basisfallwert für alle Krankenhäuser umgesetzt wird. Diese beiden Komponenten ergeben durch eine Multiplikation mit der Fallzahl das DRG-Erlösbudget des Krankenhauses. Das DRG-Erlösbudget wird um die anderen Erlöskomponenten ergänzt und ergibt damit das Gesamtbudget des Krankenhauses.
Bezogen auf das Budget des Krankenhauses werden aus kompensatorischen Gründen Mehr- und Mindererlösausgleiche zugelassen, das heißt, es erfolgt eine Flexibilisierung der Budgets. Damit erhöht sich das Verlustrisiko für unrentable Krankenhäuser mit teuren Kostenstrukturen. Gleichzeitig erhöht sich aber auch die Gewinnerzielungsmöglichkeit für rentable Krankenhäuser. Für den Geltungsbereich hat der Gesetzgeber unterschiedliche Regelungen getroffen. So werden beispielsweise die DRG-Fallgruppen und Relativgewichte bundesweit festgelegt. Der Basisfallwert wird auf Landesebene festgelegt, während die sonstigen Entgelte auf Krankenhausebene verhandelt werden.
Mit dem Gesetz zur Änderung der Vorschriften zum diagnose-orientierten Fallpauschalensystem für Krankenhäuser ((1.) Fallpauschalenänderungsgesetz) (FPÄndG) vom 17. Juli 2003 (BGBl. I S. 1461) mussten erste Korrekturen vorgenommen werden. Hierzu wurden insbesondere die Möglichkeiten einer zielgerichteten Aufhebung von Entscheidungsblockaden der Selbstverwaltungspartner durch Ministerverordnung des Bundesministeriums für Gesundheit verbessert. Zusätzliche Handlungsmöglichkeiten werden eröffnet, um sachgerechte Vergütungsregelungen für die Leistungen einzelner Fachgebiete (z. B. Epilepsie, Geriatrie, Pädiatrie, Behandlung von schwerstbehinderten Menschen) und besonderer Einrichtungen (Spezialkliniken) zu ermöglichen.
Das Gesetz zur Modernisierung der gesetzlichen Krankenversicherung (GKV-Modernisierungsgesetz) (GMG) vom 14. November 2003 (BGBl. I S. 2190) trat am 1. Januar 2004 nach einem parteiübergreifenden Kompromiss in Kraft und sollte die Beiträge zur gesetzlichen Krankenversicherung und damit die Lohnnebenkosten dauerhaft senken. Hierzu wurde neben weitreichenden Regelungen auch die verstärkte Möglichkeit, ambulante Behandlungen durchzuführen, eingeführt. Dies führte zur Gründung von Medizinischen Versorgungszentren (MVZ) und auch zu einem Ausbau der ambulanten OP-Zentren in Krankenhäusern.
Mit dem Zweiten Gesetz zur Änderung der Vorschriften zum diagnose-orientierten Fallpauschalensystem für Krankenhäuser und zur Änderung anderer Vorschriften (Zweites Fallpauschalenänderungsgesetz; 2. FPÄndG) vom 15. Dezember 2004 (BGBl. I S. 3429) wurden erneut weitreichende Korrekturen am G-DRG-System vorgenommen. So wurde die Anpassungsphase (Konvergenz) der bisherigen krankenhausindividuellen Preise an den landesweiten Durchschnitt verlängert und überarbeitet. Zudem führte das Gesetz zur Änderung des § 134 SGB V in Bezug auf die Vergütung von Hebammenleistungen.
Bereits ab 2005 wurden Entgelte für neue Untersuchungs- und Behandlungsmethoden (NUB) eingeführt, die nicht sachgerecht mit bestehenden Entgelten abgebildet werden können.
Seit dem Jahr 2005 wird für jedes Bundesland ein einheitlicher Landesbasisfallwert (LBFW) vereinbart. Das einzelne Krankenhaus vereinbart mit den Kostenträgern dann nur noch die Leistungsplanung. Der Basisfallwert des Krankenhauses wurde in den Jahren 2005 bis 2009 schrittweise an den landesweiten Basisfallwert angepasst (Konvergenzphase). Seit 2010 gilt nur noch der Landesbasisfallwert und somit ein einheitlicher Basispreis für die DRG-Leistungen in dem jeweiligen Bundesland. Ein einheitlicher Preis in Deutschland wurde bislang allerdings nicht erreicht.
Mit dem Gesetz zum ordnungspolitischen Rahmen der Krankenhausfinanzierung (Krankenhausfinanzierungsreformgesetz; KHRG) vom 17. März 2009 (BGBl. I S. 534) wurde die Pauschalförderung für im Krankenhausplan verzeichneten Einrichtungen eine leistungsorientierte Investitionspauschale ergänzt. Diese wird seit 2011/2012 in den Krankenhausgesetzen der Länder umgesetzt. Die pauschale Förderung setzt sich seitdem aus einer Grundpauschale und einer Leistungspauschale zusammen. Zudem gab es neue Berechnungsgrundlagen für das Erlösbudget nach § 4 KHEntgG. Aufgrund der Fallmengenentwicklung und der entsprechenden Ausgabensteigerungen für Krankenhausleistungen wurde erstmals ab 2009 Mehrleistungsabschläge (MLA) als Kostensenkungsinstrument eingeführt. Die Abschläge für die erbrachten Krankenhausleistungen wurden auf der Ortsebene zwischen Krankenhaus und den Kostenträgern (u. a. der Krankenkassen) verhandelt. Mit dem GKV-Finanzierungsgesetz wurden ab 2011 erneut Abschläge zur Steuerung von Mehrleistungen etabliert. 2016 betrug die Abschlagshöhe rund 25 Prozent mit einer Geltungsdauer für drei Jahre.
Eine im Auftrag der Arbeitsgruppe Krankenhauswesen der Arbeitsgemeinschaft der obersten Landesgesundheitsbehörden (AOLG) durchgeführte Umfrage ergab, dass die Bundesländer insgesamt rund 2,82 Milliarden Euro zur Investitionsförderung nach § 9 KHG zur Verfügung stellten (2009: 2,861 Mrd. Euro). Darin nicht enthalten waren Investitionsmittel der Hochschulkliniken, die Investitionsmittel der Vertragskrankenhäuser, die Eigenmittel der Plankrankenhäuser sowie die Mittel zur Restfinanzierung noch nicht ausfinanzierter Maßnahmen. Der Gesamtbetrag setzt sich aus der Einzelförderung nach § 9 Abs. 1 und 2 KHG in Höhe von rund 1,65 Milliarden Euro und der Pauschalförderung nach § 9 Abs. 3 KHG in Höhe von rund 1,17 Milliarden Euro zusammen. Das Volumen der Investitionsförderung der Länder nach dem KHG sank demnach von 2000 bis 2010 preisbereinigt um rund 28 Prozent.
Mit der am 14. Dezember 2012 unterzeichneten Vereinbarung zum einheitlichen Basisfallwert und einheitlichen Basisfallwertkorridor gemäß § 10 Abs. 9 KHEntgG einigten sich die Vertragspartner auf Bundesebene (GKV-Spitzenverband, Verband der privaten Krankenversicherung und die Deutsche Krankenhausgesellschaft) für das Jahr 2013 auf einen einheitlichen Bundesbasisfallwert (BBFW) auf Grundlage der Berechnung des Instituts für das Entgeltsystem im Krankenhaus (InEK) und erlaubten nur Unterschiede im Rahmen fest definierter Korridorgrenzen. So lag der durchschnittliche Basisfallwert in Deutschland im Jahr 2012 bei 3.068,37 Euro. Mit den Korridorgrenzen ist eine Anpassung des Basisfallwerts im Jahr 2016 auf maximal 3.394,77 Euro oder auf eine untere Grenze von 3.270,48 vorgesehen. Der durchschnittliche Wert liegt 2016 bei 3.311,98 Euro.
Zum 1. Januar 2015 trat das GKV-Finanzstruktur- und Qualitäts-Weiterentwicklungsgesetz (GKV-FQWG) in Kraft. Durch das GKV-FQWG wurde der allgemeine Beitragssatz der Gesetzliche Krankenversicherung auf 14,6 Prozent (bisher 15,5 Prozent) gesenkt. Arbeitnehmer und Arbeitgeber tragen jeweils die Hälfte des Beitragssatzes, also 7,3 Prozent. Somit entfällt der bisher nur von den GKV-Mitgliedern zu zahlende Anteil in Höhe von 0,9 Prozent, allerdings können die gesetzlichen Krankenkassen im Rahmen ihrer Beitragsautonomie einkommensabhängige Zusatzbeiträge von ihren Versicherten erheben. Artikel 1 Nr. 7 des GKV-FQWG definiert, dass der Gemeinsame Bundesausschuss (G-BA) ein fachlich unabhängiges, wissenschaftliches Institut für Qualitätssicherung und Transparenz im Gesundheitswesen (IQTiG) gründet. Zur Trägerschaft errichtet der G-BA dazu eine Stiftung des privaten Rechts. Das Qualitätsinstitut arbeitet sowohl an Maßnahmen zur Qualitätssicherung als auch daran, die Versorgungsqualität im Gesundheitswesen darzustellen. Zudem erfolgte eine Verlängerung der Einführungsphase des pauschalierenden Vergütungssystems für psychiatrische und psychosomatische Krankenhäuser und Fachabteilungen (PEPP) um zwei Jahre.
Am 23. Juli 2015 trat das GKV-Versorgungsstärkungsgesetz (GKV-VSG) in Kraft. Es führte zu einem gesetzlichen Zweitmeinungsverfahren, zur Weiterentwicklung des Entlassmanagements, die Kooperationsverpflichtung der Kassenärztliche Vereinigungen (KV) mit den Krankenhäusern bei der ambulanten Notfallversorgung, die Bewertung von neuen Untersuchungs- und Behandlungsmethoden (NUB) mit Medizinprodukten hoher Risikoklasse, die Erleichterung der Zulassung von medizinischen Versorgungszentren (MVZ) sowie die Einführung eines Innovationsfonds mit jährlich 300 Millionen Euro zur Förderung der Integrierten Versorgung und Versorgungsforschung in Deutschland.
Am 10. Dezember 2015 wurde das Krankenhausstrukturgesetz (KHSG) erlassen (BGBl. I S. 2229). Seine Änderungen wirken überwiegend ab 1. Januar 2016. Es macht die Finanzierung der Krankenhäuser wesentlich von deren Qualität abhängig. So geben „Qualitätszu- und -abschläge für außerordentlich gute bzw. unzureichende Qualität Krankenhäusern finanzielle Anreize zur Erhaltung und Verbesserung der Versorgungsqualität.“ Zudem Sicherstellungszuschläge sowie für eine Verlängerung des Hygieneförderprogramms. Zudem wurden die Mehrleistungsabschläge (MLA) für erbrachte Krankenhausleistungen in Höhe von 25 Prozent unter Beibehaltung der dreijährigen Gültigkeit in einen Fixkostendegressionsabschlag (FDA) umgewandelt, der ab 2017 gültig wird und jede Mengensteigerung in der Regel zu einer Fixkostendegression führt. Die Höhe des FDA wird durch die Selbstverwaltung in dem jeweiligen Bundesland festgelegt. Nicht betroffen von Abschlägen sind dabei Transplantationen, Polytraumata sowie die Versorgung von schwerbrandverletzten Personen, Frühgeborene sowie bei DRG-Leistungen mit einem Sachkostenanteil von über 66 Prozent. Im Vorfeld hatten Kritiker noch gefordert, Kliniken für schlechte Leistungen gar nicht mehr zu bezahlen. Zudem wurden die Qualitätskontrollen des Medizinischen Dienstes der Krankenversicherung (MDK) eingeführt. Wesentliche Änderungen betrafen auch die Anhebung der unteren Korridorgrenze des Bundesbasisfallwerts (BBFW) und die Anpassung der oberen Korridorgrenze sowie die neue Ermittlungsmethodik des Bundesbasifallwerts (BFW) ab 2021. Außerdem die Einführung des Krankenhausstrukturfonds beim Bundesverwaltungsamt in Höhe von 500 Millionen Euro zur Förderung von Vorhaben der Länder zur Verbesserung der Strukturen in der Krankenhausversorgung, darunter den Abbau von Überkapazitäten und die Umwandlung von Krankenhäusern in nicht akutstationäre örtliche Versorgungseinrichtungen wie etwa Gesundheitszentren.
Am 1. Juni 2017 trat mit dem Gesetz zur Fortschreibung der Vorschriften für Blut- und Gewebezubereitungen und zur Änderung anderer Vorschriften auch die Gründung des Deutschen Hämophilieregisters (DHR) in Kraft sowie Nachbesserungen beim Entlassmanagement und der Einführung der Krankenhausarztnummer (identisch mit der lebenslangen Arztnummer (LANR)) zur Kennzeichnung zusammen mit der Betriebsstättennummer (BSNR) auf Rezepten sowie Möglichkeit von Kontrollen durch den Medizinischen Dienst der Krankenversicherung (MDK) auch ohne Anhaltspunkte.

### Ab 2018
Zum 1. Januar 2019 trat das Pflegepersonal-Stärkungsgesetz (PpSG) in Kraft mit weitreichenden Änderungen im DRG-System zur besseren Personalausstattung und bessere Arbeitsbedingungen in der Krankenpflege und Altenpflege mit Anpassungen im Krankenhausfinanzierungsgesetz (KHG) und Krankenhausentgeltgesetz (KHEntgG) und der Aufnahme des § 137j SGB V. Darin werden die Themen Pflegebudget, Pflegeerlöskatalog, Pflegepersonalquotient, Pflegeaufwandkatalog, Personaluntergrenzen und pflegesensitive Bereiche relevante Faktoren.
Das COVID-19-Krankenhausentlastungsgesetz trat im März 2020 in Kraft. Der Koalitionsausschuss hat Anfang Juni 2020 das Vorhaben Zukunftsprogramm Krankenhäuser beschlossen. Mit dem dann im Oktober 2020 in Kraft getretenen Krankenhauszukunftsgesetz sollen aus dem Bundeshaushalt 3 Mrd. Euro für eine modernere und bessere investive Ausstattung der Krankenhäuser zur Verfügung gestellt und mit einem Krankenhauszukunftsfonds notwendige Investitionen gefördert werden.
Das Krankenhauspflegeentlastungsgesetz trat Ende 2022 in Kraft, die Veröffentlichung des Krankenhaustransparenzgesetz im Bundesgesetzblatt folgte im März 2024.

#### KHVVG im Jahr 2024
Das Ende 2024 verabschiedete Krankenhausversorgungsverbesserungsgesetz (KHVVG) wird zum 1. Januar 2025 in Kraft treten als Kernstück einer wieder einmal angekündigten großen Krankenhausreform. Die gesamte Umsetzung soll bis 2029 dauern. Die Auswirkungen werden vielfältig sein, u. a.:
- Eine beabsichtigt weiter zunehmende Spezialisierung der Kliniken inklusive Stärkung der deutschen Universitätsklinika sowie weiterer deutlicher Rückgang der Anzahl von Krankenhäusern in Deutschland.
- Die möglichst zunächst budgetneutrale Einführung einer Vorhaltevergütung für Krankenhäuser ab 2026, deren Datenbasis laut dem Gesetz vom InEK kurzfristig zu erstellen ist.
- In diesem Zusammenhang entwickelt das InEK ab 2024 den bundesweiten Schlüssel und Grouper der Leistungsgruppen lt. dem ab dem 28. März 2024[24] geltenden Krankenhaustransparenzgesetz (abgekürzt als KHTG bzw. KraTraG) bzw. dem KHVVG, d. h. den 65 (Medizinischen) Leistungsgruppen umfassenden Katalog, der ursprünglich bereits im September 2024 fertig sein sollte. Anfang Februar 2025 ist der diesbezügliche Grouper erstmals vom BMG veröffentlicht worden,[25] allerdings mit folgenden Einschränkungen: Die Fallzuordnung zu den neuen, zusätzlichen fünf Leistungsgruppen (also die, die hier zusätzlich zu den 60 somatischen NRW-Leistungsgruppen enthalten sind), funktionieren noch nicht komplett. Die noch dabei bestehenden Probleme beruhen beispielsweise darauf, dass die vorgesehene Leistungsgruppe Notfallmedizin noch auf den Notfallstufen des Gemeinsamen Bundesausschusses (G-BA) beruhen und auch bei der Leistungsgruppe Geriatrie gibt es noch Nachbesserungsbedarf.
- Eine zusätzlich Finanzierung von mit dem Gesetz angestrebten strukturellen Veränderungen über einen eigens dafür zu schaffenden Transformationsfonds mit einem Volumen von 50 Milliarden Euro über 10 Jahre, bei der noch viele Details und Umsetzungsmodalitäten zu kären sind.[26][27][28]
- Eine veränderte Sicht auf bzw. die Systematik der Versorgungsstufen durch Einführung des Begriffs der "Level-1i-Kliniken", die demnach zukünftig sektorübergreifende Versorgungseinheiten sein sollen, die die stationäre Krankenhausbehandlung in Deutschland ausgeprägt mit ambulanten und pflegerischen Leistungen verbinden sollen[29]. Somit beeinflusst das KHVVG auch die zukünftige Krankenhausplanung.

Allerdings steht schon direkt bei und nach der Verabschiedung des Gesetzes deutlich im Raum, dass Teile davon schnellstmöglich korrigiert werden müssten. Auch z. B. der Bundesbeauftragte für Wirtschaftlichkeit in der Verwaltung beim Bundesrechnungshof äußerte Bedenken gegenüber einigen der dort getroffenen Regelungen.

## Aktuelle Krankenhausfinanzierung
Die hier zusammengestellten Regelungen gelten nicht für reine Privatpatientenkliniken, die nicht zur Behandlung gesetzlich Versicherter zugelassen sind.
Grundsätzlich ist festzustellen, dass die Gegebenheiten der 2024 Krankenhausfinanzierung in Deutschland ein großes Spannungsfeld zwischen dem Bestreben nach Kostendämpfung im Krankenhausbereich und ausufernden, nur noch sehr aufwändig zu beherrschenden Finanzierungs- und Abrechnungsvorschriften im Krankenhausbereich spiegeln.

### Finanzierung aus den direkten Erlösen je behandeltem Krankenhausfall
Die direkten Erlöse aus den Rechnungen je behandeltem Krankenhausfall erhalten zugelassene Krankenhäuser in Deutschland überwiegend über die gesetzlichen Krankenkassen als Kostenträger/Leistungsträger und des weitern durch die privaten Krankenversicherungen, durch Sozialhilfeträger und ähnliche sowie durch Patienten-"echte Selbstzahler" als Kostenträger.
Diese Einnahmen im Rahmen der vorgeschriebenen Krankenhausvergütung je behandeltem Patientenfall sollen dem Ursprung nach bzw. grundsätzlich dazu dienen, die laufenden Betriebskosten der Krankenhäuser zu decken. Bei einem Teil der Krankenhäuser, der in den letzten Jahren deutlich angestiegen ist und wohl weiter ansteigt, wird diese Kostendeckung allerdings nicht vom Krankenhaus erreicht und es entsteht eine Kostenunterdeckung bzw. ein finanzielles Defizit, welches insbesondere aus früher gebildeten Rücklagen oder mit anderweitigen Finanzmitteln des Krankenhausträgers auszugleichen ist. Zu einem anderen Teil versuchen Krankenhäuser aus dieser Finanzierungsherkunft Überschüsse, d. h. eine Kostenüberdeckung, zu erzielen, um mit den überschüssigen Mitteln dann z. B. Investitionen zu tätigen, durch die dann z. B. zukünftig laufende Betriebskosten vermindert werden können. Oder bei gewinnorientierten Krankenhäusern können somit Gewinne aus der Geschäftstätigkeit generiert werden.

#### Finanzierung über Stationäre, teilstationäre sowie vor- und nachstationär Krankenhausversorgung

##### Jahresbudget
Die Höhe der Vergütung von Krankenhausleistungen wird in zweiseitigen Entgeltverhandlungen von den Krankenhausträgern mit den Verbänden der Krankenkassen vereinbart. Die Verbände der Krankenkassen, die an den Verhandlungen per Kollektivvertretung teilnehmen, haben dabei Vergütungsvereinbarungen mit den Krankenhäusern einheitlich zu treffen, d. h. nach Kassenarten getrennte Verträge sind ausdrücklich nicht möglich. Entsprechend sind bei stationären Krankenhausleistungen die Entgelte für alle Benutzer eines Krankenhauses unabhängig von der Kassenzugehörigkeit identisch § 17 (1)KHG. Diese jährlichen Budget- und Entgeltvereinbarungen werden erst durch eine entsprechende Genehmigung der örtlich zuständigen Krankenhaus-Aufsichtbehörden der Bundesländer wirksam, in Nordrhein-Westfalen ist das z. B. die jeweilige Bezirksregierung. Dabei ist eine nachträgliche, rückgewandte Genehmigung von Budget- und Entgeltvereinbarungen per Gesetz ausgeschlossen.
Jedes Krankenhaus verhandelt grundsätzlich jährlich mit den Krankenkassen neben z. T. reichlich zusätzlichen Verhandlungstatbestände ein Jahresbudget zur Vergütung insbesondere der vollstationären und teilstationären Krankenhausleistungen. Dabei wird u. a. eine bestimmte Leistungsmenge mit Bezug auf dem vom jeweiligen Bundesland festgelegten Versorgungsauftrag eines Krankenhauses für das Folgejahr vereinbart. Zu beachten ist dabei, dass die Vertragsparteien dabei nicht den Versorgungsauftrag des Krankenhauses abändern können: Der Versorgungsauftrag eines Plankrankenhauses ergibt sich nach § 8 (1)Nr.1 KHEntgG nur aus den Festlegungen des Krankenhausplans eines jeden Bundeslandes in Verbindung mit dem entsprechenden Planaufnahmebescheid des jeweiligen Hauses, der Versorgungsauftrag einer Hochschulklinik ergibt sich aus § 8 (1)Nr.2 KHEntgG, ansonsten ergibt er sich aus dem Versorgungsvertrag nach § 108 (3) SGB V bzw. § 8 (1)Nr.3 KHEntgG.
Bei Krankenhäusern, die einer gewinnorientierten oder auch öffentlich-rechtlichen Klinikgruppe angehören, werden diese Häuser in den Verhandlungen i. d. R. durch die Geschäftsführung bzw. eine spezielle Verhandlungsabteilung des Klinikträgers unterstützt. Im Zuge der Einführung des G-DRG-Systems in Deutschland sind insbesondere rechtlich unabhängige Krankenhäuser notwendigerweise dazu übergegangen, durch eine freiwillige Mitgliedschaft in einem insbesondere auf Krankenhaus-Benchmarking und Krankenhaus-Entgeltverhandlungen fokussierten Krankenhauszweckverband (in Rechtsform eines eingetragenen Vereins) und dadurch gewonnene Unterstützung seine Verhandlungsposition gegenüber der Krankenkassenseite zu verbessern. Beispiele solcher Krankenhauszweckverbände in NRW und darüber hinausreichend sind z. B. der KHZV (Krankenhauszweckverband Rheinland e.V.), der zvmo (Zweckverband freigemeinnütziger Krankenhäuser Münsterland & Ostwestfalen e.V.) sowie der KHZW (Krankenhauszweckverband Westfalen e.V.). Deutlich davon abzugrenzen ist z. B. der Krankenhauszweckverband Augsburg, welcher selbst ein Krankenhausträger in Rechtsform einer Körperschaft des öffentlichen Rechts ist.
Die Preisgestaltung orientiert sich dabei größtenteils an den von dem Institut für das Entgeltsystem im Krankenhaus (InEK) kalkulierten Bewertungsrelationen für jede Diagnosebezogene Fallgruppe gemäß dem in Deutschland eingeführten G-DRG-System bzw. gemäß PEPP-System, die jährlich von InEK überarbeitet beziehungsweise angepasst werden. Festgelegt in einer jährlichen Vereinbarung zum Fallpauschalensystem für Krankenhäuser, z. B. der FPV 2025 bzw. in einer jährlichen Vereinbarung zum PEPP-Entgeltsystem. Dabei wird aus der Anzahl der Diagnosebezogene Fallgruppen (DRG) der Case-Mix (CM) (Fallschwere) als Summe der Bewertungsrelationen (Kostengewichte; CW) des einzelnen Krankenhauses berechnet. Das für das Folgejahr berechnete Jahresbudget des Krankenhauses wird folglich dadurch errechnet, dass der Case-Mix mit dem Landesbasisfallwert (LBFW) multipliziert wird. Der Landesbasisfallwert wird in den einzelnen Bundesländern jährlich festgelegt und ist unterschiedlich hoch. Ein bundesweit annähernd einheitlicher LBFW ohne Ausgleiche ist 2025 mit dem Korridor von rund 4.385 bis 4.499 Euro allerdings fast erreicht.

##### Verschärfung des Grundsatzes Prospektiver Verhandlungen
Seit Jahrzehnten gilt per Gesetz der, aus verschiedensten Gründen oft von den Vertragsparteien nicht eingehaltene Prospektivitätsgrundsatz gemäß § 18 (3) KHG, dass Budgetverhandlungen zukunftsgerichtet, d. h. prospektiv vor dem Budgetjahr stattfinden sollen. Die Ursachen dafür kamen oft aus der Unsicherheit einer oder beider Seiten, wie jeweils neue Gesetze auszulegen sind. Dies erfolgte bislang z. B. sehr ausgeprägt in Kontext der steten Frage, welches Mengenvolumen jeweils realistisch bzw. vereinbarungsfähig sei sowie natürlich bei Einführung der getrennten Pflegebudgets gemäß Pflegepersonal-Stärkungsgesetz (PpSG / zum 1. Januar 2019 in Kraft getreten) und im durch die COVID-19-Pandemie-Maßnahmen geprägten Zeitraum.
Mit Inkrafttreten des Krankenhauspflegeentlastungsgesetzes (KHPflEG) vom Dezember 2022 müssen alle deutschen Krankenhäuser, egal ob somatisch oder psychiatrisch-psychosomatisch, ihre Forderungsunterlagen für alle noch nicht vereinbarten Jahre sowie das Budgetjahr 2024 innerhalb gestaffelter Fristen den Krankenkassen vorlegen. Wobei selbst mit Stand Mitte 2024 noch Krankenhäuser keinen Budgetabschluss für 2020 erzielen konnten und noch weniger Krankenhäuser hatten zu dieser Zeit einen Abschluss für 2021, 2022 bzw. 2023. Geknüpft ist diese verschärfte Verhandlungsvorgabe mit dafür erstmals eingeführte monetäre Sanktionsmechanismen insbesondere gegenüber den Krankenhäusern, d. h. bei Nicht-Einhaltung der Fristen drohen Rechnungsabschläge sowie ab dem Vereinbarungsjahr 2026 das automatische Eingreifen der Schiedsstellen. Das KHPflEG legt neue zeitliche Fristen fest, bis zu denen die Forderungsunterlagen der Vereinbarungszeiträume bis einschließlich 2025 vorzulegen sind, wenn bis zum 29. Dezember 2022 noch keine Vereinbarung geschlossen wurde: Vereinbarungszeiträume bis einschließlich 2021: 31. Oktober 2023, Vereinbarungszeitraum 2022: 31. März 2024, Vereinbarungszeitraum 2023: 30. September 2024, Vereinbarungszeitraum 2024: 31. März 2025, Vereinbarungszeitraum 2025: 30. September 2025.
Für den Vereinbarungszeitraum 2026 gilt somit als Abgabefrist der jeweiligen Krankenhaus Forderungsunterlagen der 31. Dezember 2025. Werden die per Ende 2024 geltenden regelmäßig wiederkehrenden Termine im Rahmen der Bearbeitung der jährlich neu von den Krankenhäusern zu beantragenden NUB-Entgelte (Entgelte für "Neue Untersuchungs- und Behandlungsmethoden") beibehalten, so zeigen sich Terminkollisionen: Erst zum Ende Januar/Anfang Februar 2026 lägen dem Krankenhaus die Informationen vor, welchem Status ein jeweiliges NUB zugeordnet ist und dadurch, welche zuvor beantragten NUB überhaupt Verhandlungsrelevanz besitzen.

##### Erlösausgleiche

###### Mehrerlös- und Mindererlös-Ausgleiche
Zum einen: Da verhandelte Krankenhausjahresbudgets sich laut der einschlägigen Gesetzesvorgabe von "prospektiven Entgeltverhandlungen", im G-DRG-Bereich ebenso wie im PEPP-Bereich, grundsätzlich auf Krankenhausleistungen im Voraus beziehen sollen, entstehen in diesen Fällen in den einzelnen Krankenhäusern entsprechende Leistungsmengenabweichungen gegenüber prospektiv vereinbarten Leistungszahlen. Daraus entstehende Mehrerlöse durch Mehrleistungen aber auch Mindererlöse durch Minderleistungen für das Krankenhaus sollen im darauffolgenden Jahr durch einen sogenannten Erlösausgleich nach § 4 KHEntgG von den Krankenkassen nach z. T. gesetzlich vorgegebenen Prozentsätzen mit dem jeweiligen Krankenhaus verrechnet werden. Derartige Mehrleistungen über der verhandelten Leistungsmenge werden also nur mit prozentual geminderten Erlössätzen nachträglich dem Krankenhaus vergütet.

###### Zahlbetrags-Ausgleiche
Neben diesen Erlösausgleichen auf Grund der tatsächlich erbrachten, d. h. abrechnungsfähigen Leistungen eines Krankenhauses gibt es die oft sehr umfangreich und stets jährlich hausindividuell zu berechnenden Zahlbetragsausgleiche. Durch diese Ausgleiche der Zahlbeträge wird sichergestellt, dass die Einnahmen eines Krankenhauses, welches aus verschiedensten Gründen ggf. nur Entgelte in vorläufigen Abschlagszahlungshöhen erhalten hat, im Nachhinein die Differenz zu den tatsächlich anzusetzen gewesenen Erlöshöhen über die jährlichen Zahlbeträge des Folgejahres bzw. der Folgejahre erhält. Die zugehörigen Berechnungen können u. U. sehr umfangreich sein. Der häufigste Grund für die Notwendigkeit dieser Zahlbetragsausgleiche ist, dass, solange keine für das laufende Jahr geschlossene und genehmigte Entgeltvereinbarung des Krankenhause vorliegt, zunächst aus dem Vorjahr abgeleitete Zahlbeträge berechnet werden müssen.

##### Krankenhäuser ohne Psychiatrie und Psychosomatik
Für Krankenhäuser ohne Psychiatrie und Psychosomatik gilt bereits seit 2006 das pauschalierende Entgeltsystem nach diagnosebezogene Fallgruppen in der Somatik nach den Vorgaben des deutschen DRG-Systems. Zur Veranschaulichung der Komplexität der vielfältigen Abrechnungsmodalitäten dieser voll- und teilstationären Krankenhausfälle sei hier beispielhaft verwiesen auf die im Internet verfügbaren 2024er Behandlungskostentarife des UK Aachen und des UK Bonn.
Die Forderungs- und die Vereinbarungsunterlagen für diesen Entgeltbereich sind dabei in Form der gesetzlich vorgegebenen Aufstellung der Entgelte und Budgetberechnung (AEB) gemäß Anlage 1 KHEntgG zu erstellen. Dabei sind in der Vereinbarung der Leistungsmenge und der Art der DRGs auch die Bestimmungen des G-BA für die "Mindestmengen für planbare medizinische Eingriffe" zu berücksichtigen und vom Krankenhaus sind für einen Vereinbarungsfall dieser dort aufgeführten DRGs entsprechende Nachweise zur Erreichung der jeweiligen Mindestmengen vorzulegen.
Siehe auch: Pauschalierendes Entgeltsystem nach diagnosebezogene Fallgruppen in der Somatik (G-DRG)

##### Pflegebudget
Seit 2020 werden die Pflegepersonalkosten der Krankenhäuser aus den DRG-Fallpauschalen ausgegliedert und parallel zu den DRG-Fallpauschalen über ein krankenhausindividuelles Pflegebudget finanziert. Grundlage sind die gesetzlichen Änderungen im Pflegepersonal-Stärkungsgesetz (PpSG). Dementsprechend änderte sich 2020 das Präfix der deutschen DRGs auf aG-DRG. Das "a" steht dabei für "ausgegliedert". Im Grunde orientiert sich das Pflegebudget am Selbstkostendeckungsprinzip, wie es vor Einführung des G-DRG-Systems für deutsche Krankenhäuser i. d. R. Anwendung fand. Konkret wurden die DRG-Berechnungen dabei um die Pflegepersonalkosten gemäß Kalkulation des InEK um rund 20 % bereinigt, somit sind noch 80 % der vorherigen Kosten in den aG-DRG verblieben.
Auch in Bezug auf dieses Pflegebudget hat ein Krankenhaus hohe Nachweispflichten, auch über Wirtschaftsprüfertestate, und es sind auch hierfür Erlösausgleiche zu kalkulieren, zu verhandeln und zu vereinbaren.

##### Vorhaltevergütung
Gemäß den Änderungen Ende 2024 im KHentgG wird ab 2026 für die Krankenhäuser für das Vorhalten von Leistungen (im Sinne von "auf Lager/in der Rückhand haben") eine Vorhaltevergütung eingeführt, die in ihrer Anwendung und Wirkungsweise vergleichbar ist mit dem seit 2020 bestehenden Pflegebudget. In der Anwendung heißt das, dass aus den derzeitigen aG-DRGs in Kürze eine weitere Ausgliederung von Kosten stattfinden wird: Diese Ausgliederung umfasst all jene Bereitschaftskosten-Bestandteile der deutschen DRGs, die dann über die Vorhaltevergütung refinanziert werden. Dementsprechend ändert sich das Präfix der deutschen DRGs dann auf rG-DRG. Das r steht dabei für residual, also ‚restliche‘ bzw. ‚verbleibende‘ G-DRG.
Gemäß Artikel 2 Pkt.7d des KHVVG wird dem KHG u. a. der neue Absatz 4b hinzugefügt: Dort erfolgt die Angabe, dass der für die Vorhaltekosten aus den DRGs auszugliedernde Betrag 60 % des Volumens vom DRG-Vergütungssystem beträgt. Dabei wird die Ausgliederung der Vorhaltekosten durch das InEK noch deutlich umfangreicher sein als seinerzeit bei der Ausgliederung des Pflegebudgets. Wobei sich dieses Vorhaltebudget nur teilweise am Selbstkostendeckungsprinzip orientiert, wie es vor Einführung des G-DRG-Systems für deutsche Krankenhäuser i. d. R. Anwendung fand, es handelt sich also nicht um eine vollständige Erstattung der Ist-Kosten für die Vorhaltung von Personal und Infrastruktur. Vereinfacht beschrieben bemisst sich das Vorhaltebudget eines Krankenhauses nach „Fallzahlanteil an dem landesweit nach Leistungsgruppe zu berechnenden Landesvorhaltebudget“. Krankenhäuser haben die Qualitätskriterien der 65 Medizinische Leistungsgruppen laut KHVVG und die noch festzulegende Mindestvorhaltezahl der jeweiligen Leistungsgruppe zu erfüllen, um für diese Medizinische Leistungsgruppe eine Vorhaltevergütung zu erhalten.

##### Psychiatrische und psychosomatische Krankenhäuser
Die Vergütung der voll- und teilstationären Krankenhausleistungen erfolgte bis 2015 noch nach der Bundespflegesatzverordnung (BPflV) für psychiatrische und psychosomatische Krankenhäuser. Mit Inktrafttreten des PEPP-Entgeltsystems richtet sich in Deutschland die Bezahlung bzw. Vergütung der vollstationären sowie teilstationären Krankenhausfälle für zugelassene psychiatrischen sowie der psychosomatischen Krankenhäuser bzw. derartiger Klinik-Fachbereiche nach den Vorgaben des PEPP-Entgeltsystems.
Zur Veranschaulichung der Komplexität der vielfältigen Abrechnungsmodalitäten dieser voll- und teilstationären Krankenhausfälle sei hier beispielhaft auf die im Internet verfügbaren 2024er Behandlungskostentarife des UK Aachen und des UK Bonn verwiesen.
Siehe auch: Pauschalierendes Entgeltsystem Psychiatrie und Psychosomatik (PEPP)

##### Entgeltform Neue Untersuchungs- und Behandlungsmethoden (NUB)
Beim G-DRG- und PEPP-Bereich zugleich gibt es die jährlich zunächst beim InEK bis Ende Oktober zu beantragenden und anschließend mit den Kostenträgern verhandelbaren Entgelte für "Neue Untersuchungs- und Behandlungsmethoden" (NUB). Diese NUB-Entgelte sollen ermöglichen, dass medizinische Verfahren, die noch nicht in den Leistungskatalog der Gesetzliche Krankenversicherung aufgenommen worden sind, unter gewissen Umständen für die einzelnen Krankenhäuser abrechenbar sind. Das InEK ordnet nach Überprüfung der eingereichten NUB-Anträge/-Beschreibungen die beantragten NUB in sechs Kategorien, dort als Status bezeichnet, ein, wobei nur die NUB mit Status "1 - Angefragte Leistungen/Methoden, welche die Kriterien der NUB-Vereinbarung der Vertragsparteien erfüllen" dann in den anschließenden Entgeltverhandlungen vom Krankenhaus verhandelbar sind. Die anderen Status sind 2 bis 4, Status 11 und 41.
Entsprechend §1(2) der Vereinbarung gemäß § 6 (2) S.3 KHEntgG (NUB-Vereinbarung) sind von InEK zum 31. Januar 2025 allen Krankenhäusern, die fristgerecht bis zum 31. Oktober 2024 eine oder mehrere Anfragen gemäß § 6 (2) KHEntgG für Neue Untersuchungs- und Behandlungsmethoden eingesandt haben, eine Antwort über das Prüfergebnis 2025 erteilt worden. Dabei gilt zu den Status 2025: Die Anzahl der gesamten 2025er Verfahrenwaren betrug 1025 (davon dann 300 mit "Status 1") und die Anzahl an gesamten Anfragen dazu betrug 130.816 und davon dabei 82.598 mit "Status 1".

##### Leistungen mit med.-technischen Großgeräten bei vor- und nachstationär
Auch Leistungen mit medizinisch-technischen Großgeräten bei vor- und nachstationärer Behandlung nach § 115a (3) SGB V sind unter den dort im Gesetz näher bestimmten Voraussetzungen zusätzlich vom Krankenhaus abrechenbar.

##### Besondere Einrichtungen
Zeitlich befristet können nach § 17b (1) Satz 10 KHG auf Antrag des jeweiligen Krankenhauses "Besondere Einrichtungen" von der Abrechnung gemäß DRG-Vergütungssystem ausgenommen werden und über separate hausindividuell zu verhandelnde Entgelte vom Krankenhaus dann abgerechnet werden. Die jährliche diesbezügliche Feststellung der Vertragsparteien auf Bundesebene nennt für solch in Frage kommende spezielle Krankenhauseinheiten u. a. räumlich und organisatorisch abgegrenzte Palliativstationen und Fachabteilungen für Kinder- und Jugend-Rheumatologie sowie zur Behandlung von Tropenerkrankungen.

##### Berücksichtigung sonstiger Zuschlagstatbestände
Hier sind verschiedene Zuschläge sowie Abschläge einzusortieren. Dazu gehören u. a.
- die Zuschläge gemäß den im Mai 2018 in Kraft getretenen Regelungen des G-BA zum gestuften System von Notfallstrukturen an Krankenhäusern.[61]
- die jährlichen DRG-Systemzuschläge sowie die  G-BA-Systemzuschläge inklusive der Zuschläge für IQWiG bzw. IQTiG.
- QS-Zuschläge für die Beteiligung der Krankenhäuser an Maßnahmen der datengestützten einrichtungsübergreifenden externen Qualitätssicherung auf der Grundlage von § 17b (1a) Nr. 4 KHG.
- Zuschlag für Begleitpersonen im Krankenhaus wenn dafür jeweils eine medizinische Notwendigkeit besteht.
- die Zuschläge für die Telematikinfrastruktur im Krankenhaus und die ab 2025 hinzukommenden Zuschläge für die beginnende Befüllung der Elektronischen Gesundheitsakte (EPA) im Krankenhaus.
- Zuschlag nach § 9 (1a) Nr. 7 KHEntgG für Kosten im Rahmen von Meldepflichten an die deutsche Implantateregisterstelle.
- Zuschlag bei Vornahme einer Leichenschau inklusive Ausstellung einer Todesbescheinigung.
- Zuschlag wegen Teilnahme an der Notfallversorgung nach § 5 (1) KHEntgG.
- Abschlag wegen Nichtteilnahme an der Notfallversorgung nach § 17b KHG[62].
- Zuschlag nach § 4a (4) KHEntgG zur Auszahlung des Erlösvolumens für die Versorgung von Kindern und Jugendlichen[63]
- Hygienezuschlag zum Sonderprogramm[64] zur Förderung der Krankenhaushygiene.
- Zuschläge für Zentren und Schwerpunkte gemäß § 5 (3) KHEntgG in Verbindungen mit den zugehörigen Richtlinien des G-BA[65].

##### Finanzierung über Wahlleistungen im Rahmen der Krankenhausversorgung
Im Rahmen der Krankenhausversorgung können auf Wunsch und Kosten der Patienten für ihn Wahlleistungen erbracht werden. In diesem Sinne sind also Wahlleistungen im Krankenhaus kostenpflichtige Wunsch- bzw. Zusatzleistungen, die medizinisch nicht notwendig sind. Die Wahlleistungskosten müssen gesetzlich Versicherte selbst tragen, sofern sie keine private Zusatzversicherung dafür abgeschlossen haben. Bei Privatversicherten sind Wahlleistungen in vielen Fällen durch den gewählten Tarif abgedeckt.
Dabei sind insbesondere folgende vier Kategorien an Wahlleistungen im Krankenhaus zu unterscheiden:
- Wahlleistung Begleitperson, wenn für eine Begleitperson keine medizinische Notwendigkeit besteht
- Wahlleistung Besondere Unterkunft bzw. besondere Verpflegung
- Ärztliche Wahlleistungen
- Medizinische Wahlleistungen – hierunter fallen auch angebotene IGEL-Leistungen

##### Krankenhäuser mit Schulen nach § 17a (3) KHG
Krankenhäuser mit Schulen für Gesundheits- und Krankenpflege in Deutschland erhalten für diesen Betriebsteil ein separat mit den Krankenkassen verhandeltes jährliches Ausbildungsbudget nach § 17a (3) KHG
zusätzlich zu ihrem sonstigen Krankenhausbudget. Es wird z. T. über Ausbildungsausgleichsfonds vom Krankenhaus vereinnahmt, zum anderen Teil über Zuschlagsbeträge auf die einzelnen Patientenfallrechnungen. Diese jährlichen Ausbildungsbudgets unterliegen aber dabei auch gewissen Ausgleichsmechanismen.

###### Ausbildungsberufe
Das Budget je Krankenhaus umfasste dabei im Jahr 2024 maximal die fünfzehn derzeit in § 2 (1a) KHG genannten Ausbildungsberufe:
- Ergotherapeut/in
- Diätassistent/-in
- Hebamme, Entbindungspfleger (HebG a. F.) (bis 31. Dezember 2027)
- Hebamme (HebG)
- Krankengymnast/-in, Physiotherapeut/-in
- Gesundheits- und Krankenpfleger/-in (bis 31. Dezember 2024)
- Gesundheits- und Kinderkrankenpfleger/-in (bis 31. Dezember 2024)
- Pflegehilfe und – assistenz gem. § 2 Nr. 1a Buchstabe g) KHG (u. a. Krankenpflegehelferin, Krankenpflegehelfer)
- med.-techn. Laboratoriumsassistent/-in (bis 31. Dezember 2026), medizinische/-r Technologin/Technologe für Laboratoriumsanalytik (ab 1. Januar 2023)
- med.-techn. Radiologieassistent/-in (bis 31. Dezember 2026) medizinische/-r Technologin/Technologe für Radiologie (ab 1. Januar 2023)
- Logopäde/Logopädin
- Orthoptist, Orthoptistin
- med.-techn. Assistent/-in für Funktionsdiagnostik (bis 31. Dezember 2026) medizinische/-r Technologin/Technologe für Funktionsdiagnostik (ab 01.01.23)
- Anästhesietechnische Assistentin, Anästhesietechnischer Assistent (ab 1. Januar 2022)
- Operationstechnische Assistentin, Operationstechnischer Assistent (ab 1. Januar 2022)

###### Ausbildungsfonds
Die Ausbildungsfonds werden auf der Ebene der Bundesländer geführt. Auf Basis der gemeldeten Budgets aller Ausbildungsträger und den auf Landesebene vereinbarten Pauschalen wird vom Ausbildungsfonds der Finanzierungsbedarf ermittelt, der von den Kostenträgern aufgebracht werden muss.
Auf der Finanzierungsseite wird nach einheitlichen Kriterien ein Umlagebetrag für jede Einrichtung individuell berechnet und für die Pflegeeinrichtungen bis zum 31.10. festgesetzt. Für die Krankenhäuser werden die Beträge bis zum 15.12. festgesetzt. Die Mittel werden vom Ausbildungsfonds verwaltet. Im Finanzierungsjahr zahlen die Kostenträger ihre Umlage zum 10. eines Monats, die ausbildenden Einrichtungen und die Pflegeschulen erhalten ihre Ausgleichszahlung am Monatsende.

#### Finanzierung der Leistungen aus Modellvorhaben gemäß § 63 (1) und (2) sowie § 64 SGB V
Entgelte aus Modellvorhaben gemäß § 63 (1) und (2) sowie § 64 SGB V können sehr unterschiedlich gestaltet sein, sie können den ambulanten Bereich ebenso wie den stationären Bereich betreffen, sowohl in somatischen Fachabteilungen/Kliniken als auch in Psychiatrie/Psychosomatik vereinbart werden. So heißte es z. B. im Text zur Vereinbarung nach § 64b (3) SGB V dementsprechend unter Pkt. "§2 ": "...Zur Vergütungsart (Nr. 4) ist anzugeben, ob eine Einzelleistungsvergütung, eine Tagespauschale, eine Fallpauschale, eine Cluartalspauschale, eine Komplexpauschale, ein PEPP-Entgelt, eine Vergütung auf Grundlage eines patientenbezogenen, regionalbezogenen oder zeitraumbezogenen Budgets vereinbart ist. Soweit weitere spezifische Vergütungsarten vereinbart sind, sind diese anzugeben und dem DRG-Institut zu erläutern...".
Einige konkrete Beispiele solcher im Jahr 2024 aktuellen Modellvorhaben sind:
- Gemäß § 64e SGB V das „Modellvorhaben zur umfassenden Diagnostik und Therapiefindung mittels Genomsequenzierung bei seltenen und onkologischen Erkrankungen“.[74]
- Das Modellvorhaben nach § 64b SGB V um die Versorgung psychisch kranker Menschen weiterzuentwickeln.

#### Spezielle sektorengleiche Vergütung (HYBRID-DRGs)
2024 wurde mit den Hybrid-DRG nach § 115f (2) Satz 2 SGB V in der deutschen Krankenversorgung eine neue Entgeltform geschaffen, die zugleich für den stationären Krankenversorgungs-Sektor und den ambulanten Krankenversorgungs-Sektor gilt und somit gelten die Hybrid-DRG sektorenübergreifend. Die Hybrid-DRG umfassen eine jährlich und zukünftig wohl stets zunehmende Auswahl von Eingriffen und Operationen, die bis zum Jahr 2024 überwiegend stationär erbracht wurden. Dabei decken die nun hiermit vergüteten Leistungen einen Teil derer ab, die im AOP-Katalog enthalten sind. Die Abrechnungsbestimmungen sind für den vertragsärztlichen Bereich zwischen der Kassenärztlichen Bundesvereinigung (KBV) und dem GKV-Spitzenverband geregelt, für den stationären Sektor zwischen GKV-Spitzenverband und Deutscher Krankenhausgesellschaft (DKG). Die jeweilige Erlöshöhe je Hybrid-DRG ist dabei für beide Versorgungssektoren identisch.
Anfang Juli 2025 wurden Rahmenvorgaben für die Kalkulation der Hybrid-DRG für das Jahr 2026 vom „erweiterten Bewertungsausschuss“ beschlossen. Gemäß dem Beschluss werden das InEK und das Berliner „Institut des Bewertungsausschusses“ (InBA) gemeinsam die Kalkulation der neuen 2026er Hybrid-DRG übernehmen, wobei dort Kosten aus dem stationären und dem ambulanten Bereich einfließen sollen. Diese Rahmenvorgaben werden von Seiten der Krankenhausträger überwiegend kritisch eingestuft, u. a. mit der Aussage: „Hier wächst zusammen, was nicht zusammen gehört“. Somit wird gefordert, dass es nicht weiter politisches Handeln sein sollte, weniger komplexe Leistungen im ambulanten Bereich nun höher zu vergüten und dafür bei den komplexeren und aufwändigeren Leistungen im Krankenhaus zu sparen bzw. die Krankenhäuser dadurch in zusätzliche finanzielle Defizite zu bringen.

#### Finanzierung über Leistungen der ambulante Krankenhausversorgung
Die Möglichkeiten der Krankenhäuser zur ambulanten Behandlung sind mittlerweile (Stand 2024) vielfältig und unterliegen unterschiedlichen Rechtsformen mit unterschiedlichen Aufgabenstellungen und Vergütungsformen. Die allgemeine Finanzierung der Behandlungsarten im Krankenhaus in Deutschland umfasst derzeit auch verschiedene ambulante Versorgungsformen wie insbesondere.

##### Auf Basis allgemein geltender Kataloge
- Ambulantes Operieren im Krankenhaus nach § 115b SGB V. Zwischen KBV, GKV und DKG ist in einem dreiseitigen Vertrag (AOP-Vertrag) dafür ein Katalog der ambulanten Operationen (AOP-Katalog) vereinbart.
- Ambulante spezialfachärztliche Versorgung (ASV) nach § 116b SGB V
- Sozialpädiatrische Zentren (SPZ) nach § 119 SGB V
- Psychiatrische Institutsambulanzen (PIA) nach § 118 SGB V
- Geriatrische Institutsambulanzen (GIA) nach § 118a SGB V
- Ambulante Notfallbehandlung durch Krankenhäuser[83].
- Heilmittelleistungen nach § 124 (5) SGB V
- Ambulante Behandlung über Terminservicestellen nach § 75 (1a) SGB V
- Persönliche Ermächtigungen für einzelne hauptberuflich tätige Krankenhausärzte (vereinzelt auch für Krankenhausinstitute), oft zeitlich befristet aber dann mit der Möglichkeit von Verlängerungsanträgen: Streng limitierte Teilnahme an der Vertragsärztlichen Versorgung aus dem Krankenhaus heraus nach (durch die regional zuständigen Zulassungsausschüssen[84], die sich paritätisch aus Ärzten der Kassenärztliche Vereinigung und Vertretern der Landesverbände der Krankenkassen zusammensetzen) bewilligtem Antrag gemäß § 31 (6) Satz 1 Zulassungsverordnung für Vertragsärzte (Ärzte-ZV)[85].

##### Auf Basis von i.d.R. krankenhausindividuellen Vereinbarungen
- Als HSA-Fälle bei Universitätsklinika: Hochschulambulanzen nach § 117 SGB V
- Besondere Versorgung (wie Selektivverträge) nach § 140a SGB V
- Pädiatrische Spezialambulanzen/Spezialambulanzen an Kinderkliniken[86]

### Finanzierung aus direkten Zuwendungen der Bundesländer
Die Bundesländer fördern die Krankenhausinvestitionen (Grundförderung, Pauschalförderung etc.) nach den Richtlinien über das Verfahren über die Gewährung von Fördermitteln nach § 9 Abs. 1 KHG soweit sie in einem Krankenhausplan verzeichnet sind. Es besteht ein Rechtsanspruch auf staatliche Förderung für Investitionen; für Neubauten bedarf es zusätzlich der Aufnahme in ein Investitionsprogramm des Landes. In Deutschland gibt es in den einzelnen Bundesländern große Unterschiede im Umfang der Förderung. Die Fördermittel sind zweckgebunden und sind durch das KHG sowie der Landesgesetze soweit festgelegt, dass sie die förderfähigen und unter Beachtung des Versorgungsauftrages notwendigen Investitionskosten nach den Grundsätzen der Sparsamkeit und Wirtschaftlichkeit decken.

#### Einzelförderung
Mit der Einzelförderung finanzieren die Länder langfristige Investitionen, zu denen etwa Neubauten oder große Sanierungsmaßnahmen gehören.

#### Pauschalförderung
Die Pauschalförderung orientiert sich an der Anzahl der Planbetten gemäß dem Krankenhausplan und umfasst kleinere Baumaßnahmen und die Wiederbeschaffung kurzfristiger Anlagegüter (In Niedersachsen gemäß NKHG beispielsweise mit einer durchschnittlichen Nutzungsdauer von mehr als drei und bis zu 15 Jahren). Dabei setzen die entsprechenden Länder eine Wertgrenze fest. In Niedersachsen beträgt diese 150.000 Euro.
Mit dem Gesetz zum ordnungspolitischen Rahmen der Krankenhausfinanzierung (Krankenhausfinanzierungsreformgesetz – KHRG) von 2009 wurde die Pauschalförderung um eine leistungsorientierte Investitionspauschale ergänzt. Diese wird seit 2011/2012 in den Krankenhausgesetzen der Länder umgesetzt. Die pauschale Förderung setzt sich seitdem aus einer Grundpauschale und einer Leistungspauschale zusammen.

#### Grundpauschale
Die Grundpauschale kann ggf. bei besonders hohen Vorhaltekosten auch erhöht werden und orientiert sich zudem an der Zahl der Planbetten und der teilstationären Plätze. Krankenhäuser können zudem einen Zuschlag zur Förderung notwendiger Investitionen für Ausbildungsstätten (bspw. Krankenpflegeschulen) nach § 2 Nr. 1 a KHG erhalten.

#### Leistungspauschale
Die Leistungspauschale orientiert sich an der Zahl der stationär behandelten Personen (in der Regel nach den Diagnosebezogene Fallgruppen) und an den Werteverzehr des Anlagevermögens bei besonders kostenintensiven Leistungsbereichen einer Klinik.

#### Wenn ein Bundesland selbst der Krankenhausträger ist
Im Falle der deutschen Universitätsklinika ist bis auf einige Ausnahmen das jeweilige Bundesland auch selbst der Krankenhausträger, in der Regel als Anstalt des öffentlichen Rechts (AöR). Dementsprechend erhalten diese Krankenhäuser noch anderweitige Finanzmittel des jeweiligen Bundeslandes die allerdings insbesondere zweckgebunden die Betriebskosten der Forschung und Lehre (F&L) gegenfinanzieren. Für die nordrhein-westfälischen Uniklinika als Beispiel gibt es für diese Konstellation insbesondere die NRW-spezifische "Rechtsverordnung für die Universitätskliniken Aachen, Bonn, Düsseldorf, Essen, Köln und Münster (Universitätsklinikum-Verordnung - UKVO)" mit "§ 9 (Fn 9) Finanzierung, Gewährträgerschaft".

### Sonstige Finanzierungsmöglichkeiten von Krankenhäusern im Rahmen der Krankenversorgung
Den Universitätsklinika in Deutschland stehen für Investitionen auf Antrag hin je nach entsprechendem Bescheid auch Investitionsmittel aus der DFG-Förderung zur Verfügung.
Zudem bestand bis 2007 für Universitätsklinika auch die Möglichkeit, Investitionsmittel aus dem früheren Hochschulbauförderungsgesetz zu erhalten. Mit Auslaufen dieses Gesetzes ist diese "alte" Gemeinschaftsaufgabe des Bundes in Art. 143c und in Art. 91b Absatz 1 und 3 des Grundgesetzes (GG) neu geregelt.
Manche Krankenhäuser verfügen auch über i.d.R 100%ige Unternehmensanteile an MVZs in ihrer direkten Umgebung, mit denen sie dann eng zusammenarbeiten.
Ein gewisser Umfang an finanzieller Unterstützung kann ggf. auch durch Spenden direkt an ein Krankenhaus oder an gemeinnützige Förderverbände, die eng an ein Krankenhaus angebunden sind, erzielt werden.

## Kosten der Krankenhäuser

### Gesamtkosten je Jahr
| Jahr | Fallzahl   | Bereinigte Kosten in EUR *1* | Bereinigte Kosten je Fall in EUR *1* | Brutto-Gesamtkosten in EUR | davon Personalkosten (PK) in EUR | Anteil der PK | davon Sachkosten (SK) in EUR | Anteil der SK |
| ---- | ---------- | ---------------------------- | ------------------------------------ | -------------------------- | -------------------------------- | ------------- | ---------------------------- | ------------- |
| 2011 | 18.344.156 | 71.564.617                   | 3.901                                | 83.415.795.000             | 49.485.917.000                   | 59,32 %       | 31.647.443.000               | 37,94 %       |
| 2015 | 19.239.574 | 82.959.609                   | 4.312                                | 97.344.000.000             | 58.487.602.000                   | 60,08 %       | 36.207.001.000               | 37,19 %       |
| 2023 | 17.202.131 | 120.342.962                  | 6.996                                | 140.614.817.000            | 84.702.236.000                   | 60,23 %       | 53.761.412.000               | 38,23 %       |

### Entwicklungen verschiedener Kennzahlen ab 1991
Datenherkunft: Statistisches Bundesamt und die jeweiligen Veränderungsprozente sind hier errechnet:
| Jahr            | Bevöl- kerung per 31. Dez. | statio- näre Betten (BT) Anzahl | Verändg. BT auf Basis 1993 | BT je 100.000 Ein- wohner | statio- näre Fallzahl (FZ) | Verändg. FZ auf Basis 1993 | Kosten je Tag in EUR *1* *2* | Tage *2* | Verändg. Tage auf Basis 1993 *2* | Ärzte in VK *3* | Verändg. Ärzte auf Basis 1993 *3* | Bereinigte Kosten (BK) in EUR *1* | Verändg. BK auf Basis 1993 *1* | Tage Ver- weil- dauer *4* | An- zahl Khs | Jahr            |
| --------------- | -------------------------- | ------------------------------- | -------------------------- | ------------------------- | -------------------------- | -------------------------- | ---------------------------- | -------- | -------------------------------- | --------------- | --------------------------------- | --------------------------------- | ------------------------------ | ------------------------- | ------------ | --------------- |
| Spalte --- Jahr | [ 1 ]                      | [ 2 ]                           | [ 2b ]                     | [ 3 ]                     | [ 4 ]                      | [ 4b ]                     | [ 5 ]                        | [ 6 ]    | [ 6b ]                           | [ 7 ]           | [ 7b ]                            | [ 8 ]                             | [ 8b ]                         | [ 9 ]                     | [ 10 ]       | Spalte --- Jahr |
| 1991            | 80.274.564                 | 665.565                         | +5,87 %                    | 829                       | 14.576.613                 | −4,05 %                    | 2.567                        | 204.204  | +7,06 %                          | 95.208          | −0,45 %                           | 37.420.709                        | −13,52 %                       | 14,01                     | 2.411        | 1991            |
| 1993            | 81.338.093                 | 628.658                         | 0 %                        | 773                       | 15.191.174                 | 0 %                        | 2.848                        | 190.741  | 0 %                              | 95.640          | 0 %                               | 43.268.276                        | 0 %                            | 12,56                     | 2.354        | 1993            |
| 1998            | 82.037.011                 | 571.629                         | −9,07 %                    | 697                       | 16.847.477                 | +10,90 %                   | 2.946                        | 171.802  | −9,93 %                          | 107.106         | +11,99 %                          | 49.629.670                        | +14,70 %                       | 10,20                     | 2.263        | 1998            |
| 2003            | 82.531.671                 | 541.901                         | −13,80 %                   | 657                       | 17.295.910                 | +13,86 %                   | 3.218                        | 153.518  | −19,52 %                         | 114.105         | +19,31 %                          | 55.664.518                        | +28,65 %                       | 8,88                      | 2.197        | 2003            |
| 2008            | 82.002.356                 | 503.360                         | −19,93 %                   | 614                       | 17.519.579                 | +15,33 %                   | 3.554                        | 142.535  | −25,27 %                         | 128.117         | +33,96 %                          | 62.267.622                        | +43,91 %                       | 8,14                      | 2.083        | 2008            |
| 2011            | 81.843.743                 | 502.029                         | −20,14 %                   | 625                       | 18.342.989                 | +20,76 %                   | 3.901                        | 141.676  | −25,72 %                         | 139.068         | +45,41 %                          | 71.564.617                        | +65,40 %                       | 7,72                      | 2.045        | 2011            |
| 2013            | 80.767.463                 | 500.671                         | −20,36 %                   | 620                       | 18.787.168                 | +23,67 %                   | 4.089                        | 141.340  | −25,90 %                         | 146.988         | +53,69 %                          | 76.825.428                        | +77,56 %                       | 7,52                      | 1.996        | 2013            |
| 2018            | 83.019.213                 | 498192                          | −20,75 %                   | 600                       | 19.392.466                 | +27,66 %                   | 4.823                        | 140.225  | −26,48 %                         | 164.636         | +72,14 %                          | 93.533.385                        | +116,17 %                      | 7,23                      | 1.925        | 2018            |
| 2021            | 83.237.124                 | 483.606                         | −23,07 %                   | 581                       | 16.742.344                 | +10,21 %                   | 6.530                        | 120.421  | −36,87 %                         | 173.096         | +80,99 %                          | 109.329.884                       | +152,68 %                      | 7,19                      | 1.887        | 2021            |
| 2023            | 84.669.000                 | 476.924                         | −24,14 %                   | 571                       | 17.202.131                 | +13,24 %                   | 6.996                        | 123.894  | −35,05 %                         | 176.774         | +84,83 %                          | 120.342.962                       | +178,13 %                      | 7,20                      | 1.874        | 2023            |

### GKV-Kosten der Krankenhausbehandlung
Ein Ansatz, den oft diskutierten Anstieg der Krankenhauskosten sachlich klarer einzuordnen, ist, einen Vergleich der Kosten der Gesetzliche Krankenversicherung (GKV) im Bereich der Krankenhausbehandlung zwischen z. B. den Jahren 2013 und 2023 anzusehen: Dort liegt für die KGV-Krankenhauskosten mit einem Anstieg von 44,74 % zwischen den Jahren 2013 und 2023 eine unterproportionale Kostensteigerung vor, da der Gesamtbereich der GKV-Ausgaben in diesem Zeitraum mit 51,42 % deutlich stärker anstiegen war.

### Überblick - Kosten in 2011 der Krankenhäuser je Bundesland sowie Deutschland gesamt
| Jahr/Bundesland        | Bevölkerung 31. Dez. 2011 | Kranken- häuser | Betten  | Fallzahl   | Brutto-Gesamtkosten in EUR | davon Personalkosten in EUR | Anteil der Personalkosten | davon Sachkosten in EUR | Anteil der Sachkosten | Bereinigte Kosten je Fall in EUR *** |
| ---------------------- | ------------------------- | --------------- | ------- | ---------- | -------------------------- | --------------------------- | ------------------------- | ----------------------- | --------------------- | ------------------------------------ |
| Baden-Württemberg      | 10.786.227                | 285             | 56.910  | 2.059.083  | 10.462.693.000             | 6.450.228.000               | 61,65 %                   | 3.696.022.000           | 35,33 %               | 4.218                                |
| Bayern                 | 12.595.891                | 370             | 75.827  | 2.811.503  | 12.756.283.000             | 7.643.317.000               | 59,92 %                   | 4.780.687.000           | 40,08 %               | 4.041                                |
| Berlin                 | 3.501.872                 | 79              | 19.905  | 771.418    | 3.873.529.000              | 2.137.817.000               | 55,19 %                   | 1.638.180.000           | 44,81 %               | 4.276                                |
| Brandenburg            | 2.495.635                 | 53              | 15.210  | 544.582    | 2.046.111.000              | 1.169.716.000               | 57,17 %                   | 838.347.000             | 42,83 %               | 3.569                                |
| Bremen                 | 661.301                   | 14              | 5.134   | 200.279    | 935.471.000                | 528.823.000                 | 56,53 %                   | 375.888.000             | 43,47 %               | 4.424                                |
| Hamburg                | 1.798.836                 | 47              | 12.071  | 461.221    | 2.594.567.000              | 1.383.746.000               | 53,33 %                   | 1.210.821.000           | 46,67 %               | 4.628                                |
| Hessen                 | 6.092.126                 | 174             | 35.941  | 1.299.328  | 5.867.105.000              | 3.345.084.000               | 57,01 %                   | 2.342.194.000           | 42,99 %               | 4.060                                |
| Mecklenburg-Vorpommern | 1.634.734                 | 39              | 10.375  | 410.150    | 1.661.860.000              | 962.588.000                 | 57,92 %                   | 674.509.000             | 42,08 %               | 3.575                                |
| Niedersachsen          | 7.913.502                 | 197             | 42.204  | 1.615.879  | 7.391.018.000              | 4.413.907.000               | 59,72 %                   | 2.738.473.000           | 40,28 %               | 3.890                                |
| Nordrhein-Westfalen    | 17.841.956                | 401             | 121.556 | 4.286.435  | 19.513.513.000             | 11.665.002.000              | 59,78 %                   | 7.249.342.000           | 40,22 %               | 3.876                                |
| Rheinland-Pfalz        | 3.999.117                 | 95              | 25.375  | 890.729    | 3.815.467.000              | 2.408.637.000               | 63,13 %                   | 1.298.649.000           | 36,87 %               | 3.807                                |
| Saarland               | 1.013.352                 | 23              | 6.451   | 266.487    | 1.239.818.000              | 754.341.000                 | 60,84 %                   | 442.742.000             | 39,16 %               | 4.193                                |
| Sachsen                | 4.137.051                 | 80              | 26.467  | 986.173    | 3.904.149.000              | 2.220.194.000               | 56,87 %                   | 1.637.693.000           | 43,13 %               | 3.694                                |
| Sachsen-Anhalt         | 2.313.280                 | 49              | 16.388  | 591.354    | 2.365.056.000              | 1.438.438.000               | 60,82 %                   | 896.358.000             | 39,18 %               | 3.645                                |
| Schleswig-Holstein     | 2.837.641                 | 94              | 15.990  | 580.808    | 2.706.199.000              | 1.561.176.000               | 57,69 %                   | 1.058.138.000           | 42,31 %               | 3.993                                |
| Thüringen              | 2.221.222                 | 45              | 16.193  | 568.731    | 2.282.955.000              | 1.402.903.000               | 61,45 %                   | 843.955.000             | 38,55 %               | 3.630                                |
| Deutschland            | 81.843.743                | 2.045           | 502.029 | 18.342.989 | 83.415.795.000             | 49.485.917.000              | 59,32 %                   | 31.647.443.000          | 40,68 %               | 3.960                                |

### Aufteilung in Personalkosten und Sachkosten
Nach jährlichen Übersichten der Deutschen Krankenhausgesellschaft (DKG) liegen die für eine Dienstleistung im Gesundheitswesen typischen Personalkosten moderner Krankenhäuser bei einem Anteil von mindestens 50 % bis meist 66 %. Die Höhe variiert dabei je nach Personaleinsatzdeckung durch externe Dienstleister, da Personaloutsourcing und der Einsatz von Honorarärzten (Leihärzten) zu den Sachkosten gezählt werden.

#### Personalkosten
Die hier aufgelisteten Kostenartengruppen entsprechen innerhalb der Kontenklasse 6 "Aufwendungen" den Kontengruppen 60 bis 64 der Systematik der Anlage 4 der KHBV. Abgerufen am 12. November 2024.
| Kostenart                                                                                | Anteil | Berufsgruppen (Auswahl) |
| ---------------------------------------------------------------------------------------- | ------ | --- |
| Pflegedienst                                                                             | 31,7 % | Pflegedienstleitung (Pflegedirektor), Pflegewirt, Pflegemanager, Pflegepädagoge, Case Manager, Fachkraft zur Leitung einer Funktionseinheit (Stationsleitung), Pflegefachfrau/-mann, Fachgesundheits- und Krankenpfleger (Stationsdienst), Gesundheits- und Krankenpfleger, Gesundheits- und Kinderkrankenpfleger, Gesundheits- und Pflegeassistent/Gesundheits- und Krankenpflegehelfer, Fachmann Gesundheit, Diakonieschwester, Praxisanleiter, Alltagsbegleiter, Präsenzkraft, Hygienefachkraft etc. |
| Ärztlicher Dienst                                                                        | 29,8 % | Ärztlicher Direktor, Chefärzte, Leitender Oberarzt, Oberärzte, Fachärzte, Assistenzärzte, Arztassistent, Apotheker, Krankenhaushygieniker, (ohne Honorarärzte) |
| Medizinisch-technischer Dienst                                                           | 13,4 % | Apotheker, Chemiker, Diätassistenten, Kliniksozialdienst (Sozialpädagogen, Sozialarbeiter), Masseur und medizinischer Bademeister, Medizinische Fachangestellte (Arzthelfer, Schreibkräfte im ärztlichen und medizinisch-technischen Bereich), Medizinisch-technische Assistenten, Medizinisch-technische Laboratoriumsassistent, Logopäden, Orthoptist, Pharmazeutisch-technische Assistenten, Physiotherapeuten, Psychologen, Medizinischer Dokumentar etc.                                           |
| Funktionsdienst                                                                          | 9,8 %  | Anästhesietechnischer Assistent, Chirurgisch-Technischer Assistent, Ergotherapeut, Fachpflegekraft für Intensivpflege und Anästhesie, Fachpflegekraft im Operationsdienst (OP-Pfleger), Operationstechnische Assistenten, Hebammen und Entbindungspfleger, Pflegefachkraft in der ambulanten Pflege, Prosekturgehilfe etc. |
| Verwaltungsdienst                                                                        | 6,4 %  | Kaufmännischer Geschäftsführer, Betriebswirt, Bilanzbuchhalter, Fachwirt im Sozial- und Gesundheitswesen, Kaufmännischer Assistent, Kaufmann im Gesundheitswesen, Kaufmann für Büromanagement, Medizincontroller, Kodierfachkraft, Pressereferent, Sekretäre etc. |
| Wirtschafts- und Versorgungsdienst                                                       | 3,2 %  | Einkäufer, Fachkraft für Lagerlogistik, Lageristen, Versorgungsassistenten, Patiententransport, Abfallbeauftragter, Mitarbeiter für Entsorgung, Hol- und Bringdienste, Küchenpersonal, Ernährungsberater, Servicekräfte, Speisenverteilung, Hauswirtschaftliche Betriebsleiter, Wäscheversorger, Textilreiniger, Gebäudereiniger, Reinigungskräfte, Sicherheitsdienst, Pförtner etc. |
| Übrige Personalkosten (bspw. Klinisches Hauspersonal, Technischer Dienst, Sonderdienste) | 5,5 %  | Medizintechniker, Technischer Leiter, Technischer Fachwirt, Handwerker (bspw. Elektroniker für Gebäude- und Infrastruktursysteme, Anlagenmechaniker für Sanitär-, Heizungs- und Klimatechnik, Gärtner/Gartenbaufachwerker, Maler und Lackierer, Hausmeister), IT-Systemelektroniker, Fachinformatiker, Systemadministrator, Fachkraft für Arbeitssicherheit, Seelsorger, Betriebsarzt, betrieblicher Datenschutzbeauftragter, Qualitätsmanagementbeauftragter etc.                                      |

#### Sachkosten
Die hier aufgelisteten Kostenartengruppen entsprechen innerhalb der Kontenklasse 6 "Aufwendungen" den Kontengruppen 66 bis 69 der Systematik der Anlage 4 der KHBV. Abgerufen am 12. November 2024.
| Kostenart                       | Anteil | Beispiele |
| ------------------------------- | ------ | --- |
| Medizinischer Bedarf            | 48,9 % | Arzneimittel, Infusionslösungen, ärztliches und pflegerisches Verbrauchsmaterial (Handschuhe, Spritzen, Kanülen, Krankenunterlagen, Wundverbände etc.), Blutkonserven, Dialysebedarf, Implantate (bspw. Implantierbarer Kardioverter-Defibrillator, Herzschrittmacher, Gefäßprothesen, Stents), medizinische Instrumente, Laborbedarf, Narkose- und sonstiger OP-Bedarf, Transplantate, Verbandmittel, siehe auch: Liste von Medizinprodukten. |
| Pflegesatzfähige Instandhaltung | 9,9 %  | Nach § 4 Abgrenzungsverordnung (AbgrV) sind Pflegesatzfähig nur die Kosten die von Leistungen (Instandhaltungen), die für den Bereich der voll- und teilstationären Krankenhausleistungen sowie im Falle des Erlösabzugs für vor- und nachstationäre Leistungen erbracht wurde. Nicht hierzu zählt die Vermehrung, erhebliche Veränderung oder Verlängerung der Nutzungsdauer des Anlagegutes des Krankenhauses. |
| Wirtschaftsbedarf               | 9,1 %  | Desinfektionsmittelbedarf, Reinigungsbedarf, Wäschereinigung, Gartenpflege, kultureller Sachaufwand |
| Verwaltungsbedarf               | 6,7 %  | Büromaterialien (Kopierpapier, Briefumschläge), Druckerzeugnisse (Formulare, Vordrucke), Portokosten, Bankgebühren, Personalbeschaffungskosten, Rundfunkbeitrag, Telefon- und Providerkosten, Reisekosten, Literatur, EDV-Aufwand (Computer, Drucker, Kopiergeräte, Toner, Software, Datensicherung) etc. |
| Wasser, Energie, Brennstoffe    | 6,5 %  | Abwasser, Strom, Fernwärme, Heizöl, Erdgas, Wasser, Kraftstoffe (Benzin, Diesel, Erdgas) |
| Übrige Sachkosten               | 18,9 % | Lebensmittel, Honorarärzte, Zeitarbeiter (Arbeitnehmerüberlassung), Kosten für Mieten und Pachten, Versicherungen (bspw. Betriebshaftpflichtversicherung, Gebäudeversicherung), Kosten für zentrale Gemeinschaftsdienste (Gemeinsam mit anderen Krankenhäusern betriebene Einrichtungen bspw. auch Konzerntochtergesellschaften) oder Kosten für externe Dienstleistungsunternehmen (bei Outsourcing von Bereichen wie bspw. Labor, Reinigung, Speisenversorgung, Logistik, Pförtnerdienst, Medizintechnik, Handwerker etc.), Gemeindeabgaben (Steuern, Müllabfuhr, Straßenreinigung), Entsorgungskosten |

## Krankenhaus Benchmarking
Auch im Rahmen der Krankenhausfinanzierung ist es mittlerweile für deutsche Krankenhäuser von sehr hoher Relevanz, wie sie aus Leistungssicht und aus Kostensicht gegenüber anderen Krankenhäusern positioniert sind. Sie nutzen intensiv entsprechende Benchmarking-Methoden. Das heißt, insbesondere seit Einführung des deutschen DRG-Systems bemühen sich die Krankenhäuser um zielgerichtetes Benchmarking mit vergleichbaren Unternehmen, u. a. um das jeweils beste als Referenz zur Leistungs-, Organisations- und Kostenoptimierung herauszufinden und davon zu lernen.
Als Grundlage dienen den Krankenhäusern dafür zunächst insbesondere standardisierte Datensätze von ihren stationären Krankenhausfällen, d. h. Krankenhäuser in Deutschland haben verschiedenste Daten all ihre stationären Behandlungsfälle inklusive aller relevanten Diagnosen je Fall in regelmäßigen Abständen in Fom des "Paragraph 21 Datensatzes" u. a. den Krankenkassen aber auch dem InEK zu übermitteln. Der Paragraph 21 Datensatz ist dabei benannt nach dessen Gesetzesgrundlage dem § 21 KHEntgG. Wesentlicher Bestandteil der enthaltenen Daten sind dabei all die jeweils relevanten OPS-Codes und ICD-10-GM Klassifikationen je stationärem Fall sowie sie jeweilige Information über die entstandenen Abrechnungskennziffern (u. a. abgerechnete DRG, abgerechnete Zusatzentgelte und NUBs).

### Leistungs-Benchmarking
Spezialisierte Krankenhaus-Beratungsunternehmen oder Krankenhaus-Benchmarking-Zweckverbände haben im Laufe der Jahre auf Basis der Ihnen von Ihren Kunden zur Verfügung gestellten Daten jeweils einen gewissen Datenpool aufgebaut, auf dem sie dann Vergleichsberechnungen für ihre jeweiligen Kunden vornehmen und bewerten. Dabei hat auch ein Zusammenschluss einiger Krankenhaus-Beratungsunternehmen den gesetzlich definierten Paragraph 21 Datensatz um zusätzliche Informationsfelder ergänzt und als dessen Datenstruktur als "Paragraph 21 plus Datensatz" bezeichnet und veröffentlicht. Auch er findet oft Anwendung im Rahmen des Krankenhaus Benchmarking.
Auch die Einführung der Komponente von NRW-Leistungsgruppen in die seit dem Jahr 2022 überarbeitete und Anfang des Jahres 2025 rechtswirksam gewordene Krankenhausplanung des Landes NRW lässt sich u. a. auf Leistungs-Benchmarking mit den Daten der gesetzlich definierten Paragraph 21 Datensätze zurückführen. Auf Grund der Komplexität solcher Leistungsgruppenberechnungen werden die einzelnen Krankenhäuser auch in diesem Kontext auf deutliche externe Fachberatungen und externe Berechnungswerkzeuge zurückgreifen müssen. Gleiches gilt für die mit dem Krankenhaustransparenzgesetz, abgekürzt als KHTG bzw. KraTraG, bzw. dem KHVVG (beide Gesetze stammen aus dem Jahr 2024) eingeführten Leistungsgruppen nach dem KHTG für die kommenden bundesweiten Vorhaltebudgets.

### Kosten-Benchmarking
Werden zusätzlich zu den fallbezogenen Leistungsdaten auch noch Kostendaten des Krankenhauses aus dessen Kostenstellenrechnung oder gar aus einer dort ggf. vorhandenen Kostenträgerrechnung (im Krankenhausbereich gilt der stationäre Fall in diesem Sinne als Kostenträger) ergänzt, so entstehen zusätzliche Auswertungs-, Erkenntnis- und Steuerungsmöglichkeiten für das Unternehmen, d. h. in disem Kontext für das jeweilige Krankenhaus.
Solch Benchmarking ist auch die Grundlage der deutschen jährlich überarbeiteten DRG- und PEPP-Kataloge, denn das kalkulierende InEK verfügt insbesondere dafür gemäß den gesetzlichen Vorgaben laut KHEntgG über die gesamten Paragraph 21 Datensätze der deutschen Krankenhäuser. Zusätzlich liegt dort ein umfangreicher Pool an Kostendaten vor, die dem InEK ausgesuchte Krankenhäuser in Form der dafür vorgegebenen Systematik des offiziellen Kalkulationshandbuchs (per Anfang 2025 ist dessen Version 4.0 aus dem Jahr 2016 weiterhin aktuell) jährlich übermitteln.

## Wichtige Gesetze und Verordnungen
- Fünftes Buch Sozialgesetzbuch von 1988 SGB V – Gesetzliche Krankenversicherung
- Krankenhausfinanzierungsgesetz von 1972 KHG
- Krankenhaus-Buchführungsverordnung von 1978 KHBV
- Bundespflegesatzverordnung von 1994 BPflV
- Krankenhausentgeltgesetz von 2002 KHEntgG
- Fallpauschalengesetz (FPG)
- Pauschalierendes Entgeltsystem Psychiatrie und Psychosomatik (PEPP)

### Krankenhausspezifische Fachzeitschriften
- Das Krankenhaus
- F&W
- kma-online
- KrankenhausUmschau-KU-Gesundheitsmanagement
- Welt der Gesundheitsversorgung
- Das Gesundheitswesen

### Krankenhausspezifische Nachrichten
- myDRG.de
- Digital-Health bei heise online
- medinfoweb.de

## Weiterführende Literatur
- K.-H. Tuschen, M. Quaas: Bundespflegesatzverordnung: Kommentar mit einer umfassenden Einführung in das Recht der Krankenhausfinanzierung. 5., aktual. Auflage. Kohlhammer, Stuttgart / Berlin / Köln 2001.
- K.-H. Tuschen, U. Trefz: Krankenhausentgeltgesetz – Kommentar mit einer umfassenden Einführung in die Vergütung stationärer Krankenhausleistungen. Kohlhammer, Stuttgart 2004.
- M. Graumann, A. Schmidt-Graumann: Rechnungslegung und Finanzierung der Krankenhäuser. Luchterhand, Neuwied / Kriftel 2002.
- S. Eichhorn: Stand und Perspektiven der Ordnungspolitik in der Krankenhauswirtschaft. In: S. Eichhorn, B. Schmidt-Rettig (Hrsg.): Krankenhausmanagement im Werte- und Strukturwandel: Handlungsempfehlungen für die Praxis. Kohlhammer, Stuttgart / Berlin / Köln 1995, S. 1–33.
- D. Greiling: Rahmenbedingungen des krankenhausbezogenen Unternehmensmanage-ments. In: P. Eichhorn, H.-J. Seelos, J. M. von der Schulenburg (Hrsg.): Krankenhaus-Management. Urban & Fischer, München / Jena 2000, S. 69–104.
- K.-D. Henke, D. Göpffarth: Das Krankenhaus im System der Gesundheitsversorgung. In: J. Hentze, B. Huch, E. Kehres (Hrsg.): Krankenhaus-Controlling. 2., überarb. und erw. Auflage. Kohlhammer, Stuttgart 2002, S. 1–16.
- M. Haubrock: Struktur des Gesundheitswesens. In: M. Haubrock, W. Schär (Hrsg.): Betriebswirtschaft und Management im Krankenhaus. Huber, Bern / Göttingen / Toronto / Seattle 2002, S. 36–41.
- G. Neubauer: Formen der Vergütung von Krankenhäusern und deren Weiterentwicklung. In: G. E. Braun (Hrsg.): Handbuch Krankenhausmanagement: Bausteine für eine moderne Krankenhausführung. Schäffer-Poeschel, Stuttgart 1999, S. 19–34.
- J. Niedziela: Rechnungslegung von Krankenhäusern – eine Gegenüberstellung von HGB / KHBV und IFRS. Diplomica Verlag, Hamburg 2010.
- Cay-Rüdiger Prüll, Ulrich Tröhler: Krankenhausfinanzierung. In: Werner E. Gerabek, Bernhard D. Haage, Gundolf Keil, Wolfgang Wegner (Hrsg.): Enzyklopädie Medizingeschichte. de Gruyter, Berlin 2005, ISBN 3-11-015714-4, S. 623 f.
- B. Schmidt-Rettig: Vom selbstkostendeckenden Pflegesatz zu fallpauschalierten Preisen. In: S. Eichhorn, B. Schmidt-Rettig (Hrsg.): Krankenhausmanagement im Werte- und Strukturwandel: Handlungsempfehlungen für die Praxis. Kohlhammer, Stuttgart / Berlin / Köln 1995, S. 135–144.
- Wolfgang Leber, Peter Pfeiffer: Krankenhausfinanzierung. Zentrale Fragestellungen und Ihre Lösungen. 1. Auflage. Verlag Luchterhand, 2011, ISBN 978-3-472-07701-5.